# ブラッドライン
ブラッドライン（The Bloodline） は、ソロ・シコア、タマ・トンガ、タンガ・ロア、ジェイコブ・ファトゥによるプロレスタッグチームである。元メンバーのジミー・ウーソとジェイ・ウーソは双子の兄弟で、現メンバーのソロ・シコアは2人の末弟。3人とも初代リーダーのロマン・レインズとは従兄弟である。また、現メンバーのタマ・トンガの従弟がタンガ・ロアで、アノアイファミリーとは血が繋がっていない。
2020年後半にレインズとジェイが抗争を繰り広げ、負傷から復帰したジミーも巻き込んで2021年7月に正式に結成された。レインズはWWEユニバーサル王座を保持しており、また在位期間中でありながらWWE王座も獲得し王座統一を果たしており、最長の在位期間を持つ。また、ファミリーのリーダーとしての役割にちなみ、"The Tribal Chief（部族の長） "や "The Head of the Table（テーブルの上座）"というニックネームも持つ。従兄弟のウーソズも、レッスルマニア39で敗北するまで、WWEタッグ王者として君臨し、ロウとスマックダウンの王座を同時に保持し王座統一、後者ではWWE史上最長、男性タッグ王座では最長在位記録を樹立した。

## 来歴

### ロックのデビュー
1995年にテネシー州メンフィスのUSWA（ジェリー・ジャレット&ジェリー・ローラー主宰）でデビュー。当時のリングネームはフレックス・カバーナ（Flex Cavanah）だった。
2度目のトライアウト（相手はオーエン・ハート）でついにWWFに昇格し、1996年11月にPPV大会サバイバー・シリーズでデビュー。当初は父と祖父の名前にあやかったロッキー・メイビアというリングネームで戦い、トリプルHを下してIC王座を獲得するなどしたが、注目を浴びなかったため方向転換を余儀なくされた（この時のギミックが「どこにでもいる好青年キャラ」で、あまりにも平凡すぎたために注目されることはなく、挙句の果てには典型的なベビーフェイスにもかかわらず徐々に「サイテー」などのヤジを浴びせられ始め、彼を正統派フェイスとして売り出そうとしていたビンス・マクマホンは「どこで間違ったんだ」と唖然としたようである）。
1997年5月にヒールターンし、黒人至上主義のユニット、ネーション・オブ・ドミネーション（NOD）に加入。その後、NODのリーダーであったファルークと険悪になり、ユニットから追放し自らリーダーとなる。その後、本人の意向もありジム・ロスが「リングネームをザ・ロックに変更してはどうか」とビンスに提言し、これが了承される。同時にギミックに手が加えられ、コスチュームは無駄に派手なものから黒を基調としたショートタイツとブーツに変更し、髪を切った。これがザ・ロック誕生の経緯である。
当時のWWF王座戦線はブレット・ハートやショーン・マイケルズの独擅場だったため、IC王座を巡りオースチン、ケン・シャムロック、オーエン・ハートらと熾烈な抗争を展開。トリプルHとはそれぞれ率いるD-XとNODとの軍団抗争でも対決した。
1998年11月18日、サバイバー・シリーズで行われたWWF世界王者決定トーナメントを制し、当時最年少記録の26歳で王者となる。以降マンカインドやトリプルH、ジ・アンダーテイカーなどのライバル達とWWF王座を巡って名勝負、名インタビューを連発。圧倒的なカリスマ性とスラングを多用した毒舌トークなどの創造性を前面に押し出したキャラクターは、アティチュード期の多くのファンの心を掴むこととなり、瞬く間にスターダムへのし上がった。その人気ぶりはストーン・コールド・スティーブ・オースチンと並び、ひとたび彼が入場すれば、オースチン同様爆発するかの如き歓声が会場中に響き渡るほどである。また、オースチンとのWWF王座戦は2度に渡ってレッスルマニアのメインイベントに組まれており、これを含め4年連続で同大会のメインイベントを務め、2001年にWCWが吸収合併された際には、同団体のトップレスラーだったブッカー・TからサマースラムにてWCW王座を奪取するなど止まらぬ活躍を見せ、プロレス界における一時代を見事自分のものとした。結果、現在に至るまでこのギミックは貫かれており、ロックは団体の顔というべきスーパースターの一人となった。
2002年3月1日、日本の横浜アリーナで行われたWWEのハウス・ショー（日本公演）『SMACKDOWN TOUR LIVE IN JAPAN』で、プロレスラーとして初来日を果たす。この際行われたクリス・ジェリコとWWE統一ヘビー級王座を賭けた王座戦は、日本のファンをも熱狂させた。後にも先にも、日本で試合を行ったのはこの一度きりである。また、この際ゲストとしてかねてよりのファンであったグレート・ムタこと武藤敬司が解説席に招かれており、両者の対面がついに果たされることとなった。

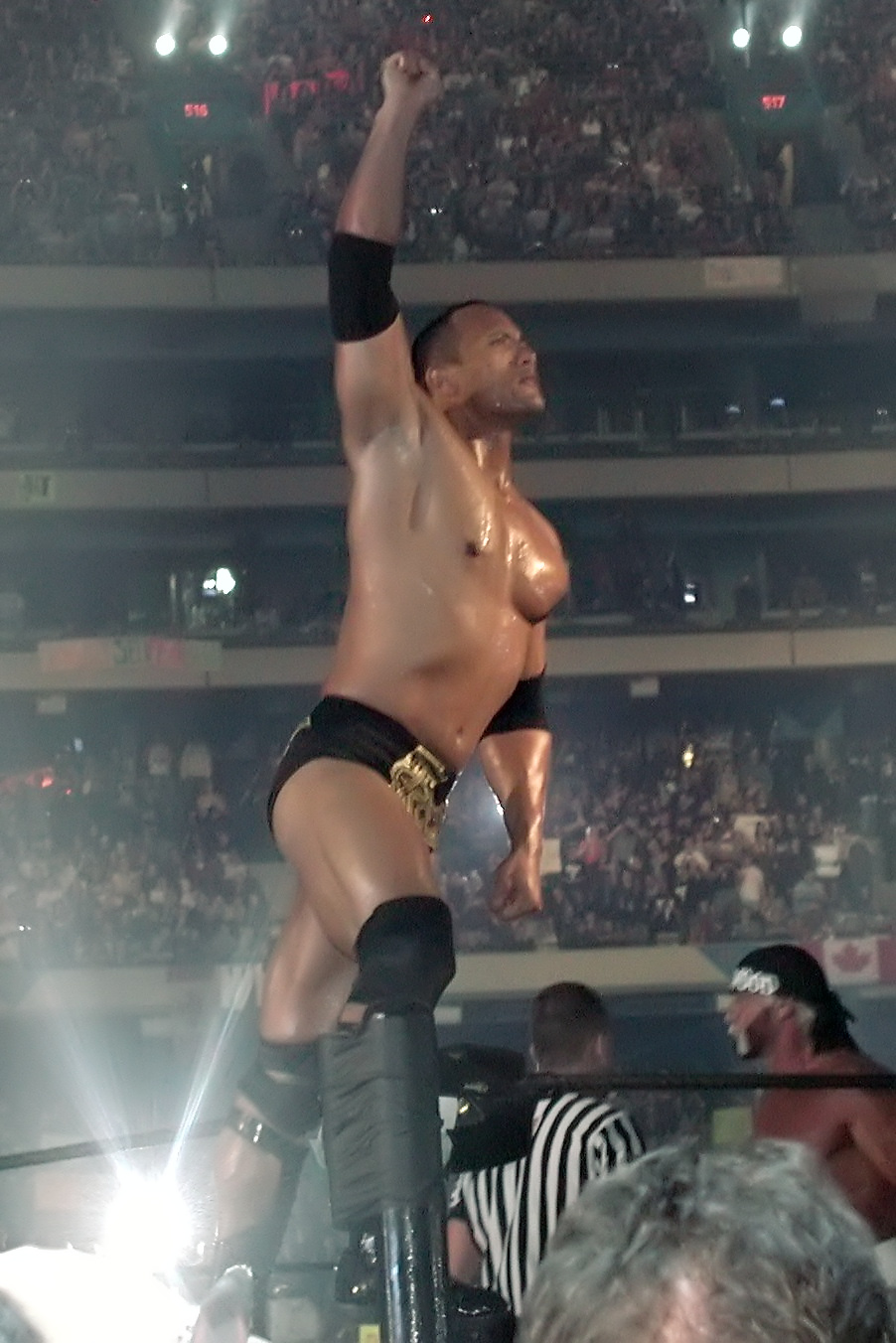
レッスルマニア18

その後は、かつての団体の顔的存在だったハルク・ホーガンらnWoと抗争。後にオースチンも加勢し、3月17日のWrestleMania X8で事実上のメインとして行われたホーガンとのシングルマッチは、「ICON vs ICON」（新旧象徴対決）と銘打たれ、その歴史的な試合意義も含め名勝負として名高い。
2003年1月にWWEに復帰すると、往年のキャラクター性は維持しつつも、映画スターとしてのキャリアを誇示するヒールに変貌を遂げる。この時のリングネームは特に変わっていないものの、ファンからは"ハリウッド" ザ・ロック（"Hollywood" The Rock）と呼ばれることがある。ノー・ウェイ・アウトではホーガンとの再戦、WrestleMania XIXではストーンコールドとの3度目となったレッスルマニアでの対戦（なおこれがストーンコールドの実質の引退試合となっている）、バックラッシュでは「WCW最後の大物」ビル・ゴールドバーグのWWE初試合と、世紀の対決を連発した。
2004年にはベビーフェイスに戻り、当時エボリューションと抗争していたかつての相棒ミック・フォーリーを助けるために3月1日のRAWに登場した。そして3月14日のWrestleMania XXではミック・フォーリーとのタッグ「ロックン・ソック・コネクション」を復活させ、エボリューションとのハンディキャップ・マッチを行ったが、試合には敗れた。5月17日にはジョナサン・コーチマンに口撃されていたユージンを助けるために突如登場。途中ユージンに「好きなレスラーはトリプルH」と言われてしまう一幕もあったが、二人でコーチマンを一蹴し大歓声を受けた。6月21日に自身の地元マイアミで行われたRAWにも登場している。そこでは自身と同じ三世スターであるランディ・オートンと口論となったため、GMのエリック・ビショフに追い出されるような形で会場を後にしたが、これを最後にロックはWWEのリングから7年弱もの間遠ざかることになった。
2007年3月12日のRAWにビデオながら突如登場し、WrestleMania 23で行われるビンス・マクマホンの代理選手ウマガとドナルド・トランプの代理選手ボビー・ラシュリー勝負について語り、久々に決めゼリフも披露した。
2008年3月29日、祖父ピーター・メイビアと父ロッキー・ジョンソンのWWE殿堂入りを紹介するプレゼンターとして式典に姿を見せた。同年公開の映画『ゲット スマート』ではメインキャストの1人としてスパイを演じている。この年、米国の雑誌『エンターテインメント・ウィークリー』のインタビューに答え、「私はそのニックネームと共に全てを築いてきたことを承知しているが、そのネームバリューなしに何かもっと多くのことが出来ないものかずっと模索してきた。（私の名前が）“ザ・ロック”からドウェイン・“ザ・ロック”・ジョンソンへ、そしてドウェイン・ジョンソンへと変わるのは自然の成り行きなんだ」と語り、ザ・ロックというキャラクターと訣別する意思を持っていることを明らかにしていた。

### ウーソズの活躍
2010年5月24日のRAWで当時タッグ王者だったハート・ダイナスティを急襲、リング上にダウンさせた3人へ同時にスーパーフライ・スプラッシュを放つという鮮烈なデビューを果たす。以後、ヒールのポジションでハート・ダイナスティと抗争。ノンタイトル戦やターモイル形式では勝利を収めるも、タイトル奪取の機会は逃している。その後、ハート・ダイナスティが解散したため抗争相手を失ったことや、タミーナがベビーフェイスに転向しサンティーノ・マレラ&ウラジミール・コズロフと共闘するなどの事情もありメインストーリーから外れ、『WWEスーパースターズ』の放送枠でのジョバーとしての活動が続いた。
2011年4月末のドラフトで兄弟揃ってスマックダウンへ移籍。移籍後数試合はヒールとして活動するが、ジャスティン・ガブリエル&ヒース・スレイターとの対戦を機にベビーフェイスに転向、入場にシバタウ（サモア流のハカ）を取り入れるなど、民族ギミックのタッグチームとしての独自性を打ち出した。
2011年中盤からはNXTにも登場し、2012年はタイタス・オニール&ダレン・ヤングと抗争を展開。
2011年2月14日、アナハイムで開催されたRAWにて、レッスルマニアのホストを務めるという形でおよそ7年ぶりにロックはWWEのリングに姿を現した。全盛期と変わらない大歓声で迎えられる中、往年の決め台詞を披露すると、現在もはや自分と同格の存在にあるジョン・シナと、当時のWWE王者ザ・ミズに対して痛烈なマイクアピールを行い、対決姿勢にあることを示唆した。そして迎えた4月のWrestleMania XXVIIではオープニングでマイクパフォーマンスを行うと、バックステージで往年のライバル・ストーンコールドと久々に対面した。
更に、メイン戦のザ・ミズとシナのWWE王座戦がダブルカウントアウトに終わるとすぐさま登場、その場で反則裁定なしでの再試合を命じる。すると再開直後にシナにロックボトムを見舞いシナの王座戴冠を阻む。運良く王座防衛したミズにもピープルズ・エルボーを浴びせた。翌日のRAWでシナの呼びかけに姿を表し、翌2012年のレッスルマニアXXVIIIでの一騎討ちを誓った。またこの試合へのカウントダウンもWWE公式サイト内で開始された。
2012年1月、レオ・クルーガーとFCWフロリダヘビー級王座を巡り抗争を開始するが、王座を奪取するに至らなかった。同年8月より成功したビジネスマンギミック、ロマン・レインズ（Roman Reigns）へと変更して出場。

### シールドメンバー時代

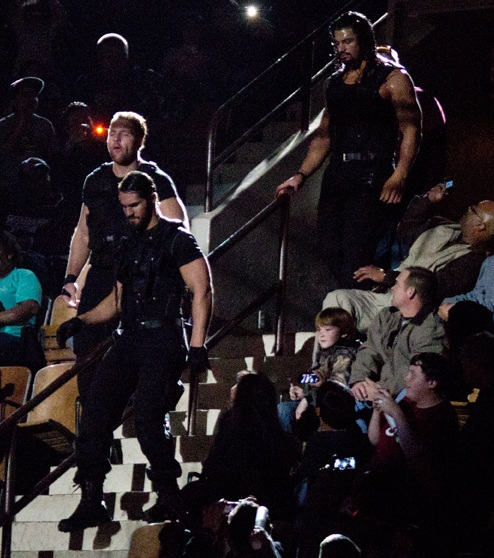
ザ・シールド

2012年11月18日、WWEのPPVであるSurvivor Series 2012のメインイベントであるCMパンク、ライバック、ジョン・シナによるトリプルスレットマッチにてディーン・アンブローズ、セス・ロリンズと共に乱入。場外へ逃れてきたライバックを捕え、3人で抱え上げて実況席へとパワーボムを見舞った。翌日のRAWにも3人で姿を現し、ライバックを強襲した。それから、WWEの不義を正す正義の盾というギミック、ザ・シールド（The Shield）なるユニットを名乗り活動。主に6人タッグマッチで、数々のスーパースターの急造チームを相手に勝利。
2013年、5月のPPVであるExtreme Rules 2013にてロリンズとのタッグでチーム・ヘル・ノーとWWEタッグ王座を賭けて対決し勝利。WWEタッグ王座を奪取した。以降、PPVやRAW、SmackDownで王座を防衛するも10月14日のRAWでコーディ・ローデス & ゴールダストとの王座戦の際にビッグ・ショーの介入に邪魔されてしまい敗戦。王座を奪われた。11月24日、PPVであるSurvivor Series 2013にてサバイバー・シリーズ・エリミネーションマッチに出場し、歴代トップタイとなる4人抜きを達成する快挙を成し遂げた（もう一人はアジャコング）。
2014年1月26日、Royal Rumble 2014に出場。ロイヤルランブルマッチに出場した際にアンブローズに裏切られ落とされかけるが、直後にロリンズがアンブローズを責めたところをアントニオ・セザーロが2人を襲撃し、ロープ際の戦いとなったところで3人まとめて落とした。最終的には大会最高記録となる12人抜きの快挙を達成し、最後まで残るもバティスタとの直接対決にてあと一歩のところまで追い詰めるも投げ落とされてしまい優勝を逃した。以降、上層部に逆いベビーターン。エボリューションと抗争を展開し、6月1日のペイバックにてエボリューションとのノー・ホールズ・バード戦で勝利を納めるなどしたが、6月2日のRAWにてロリンズが突如裏切ってエボリューション入りし、シールドは解散した。

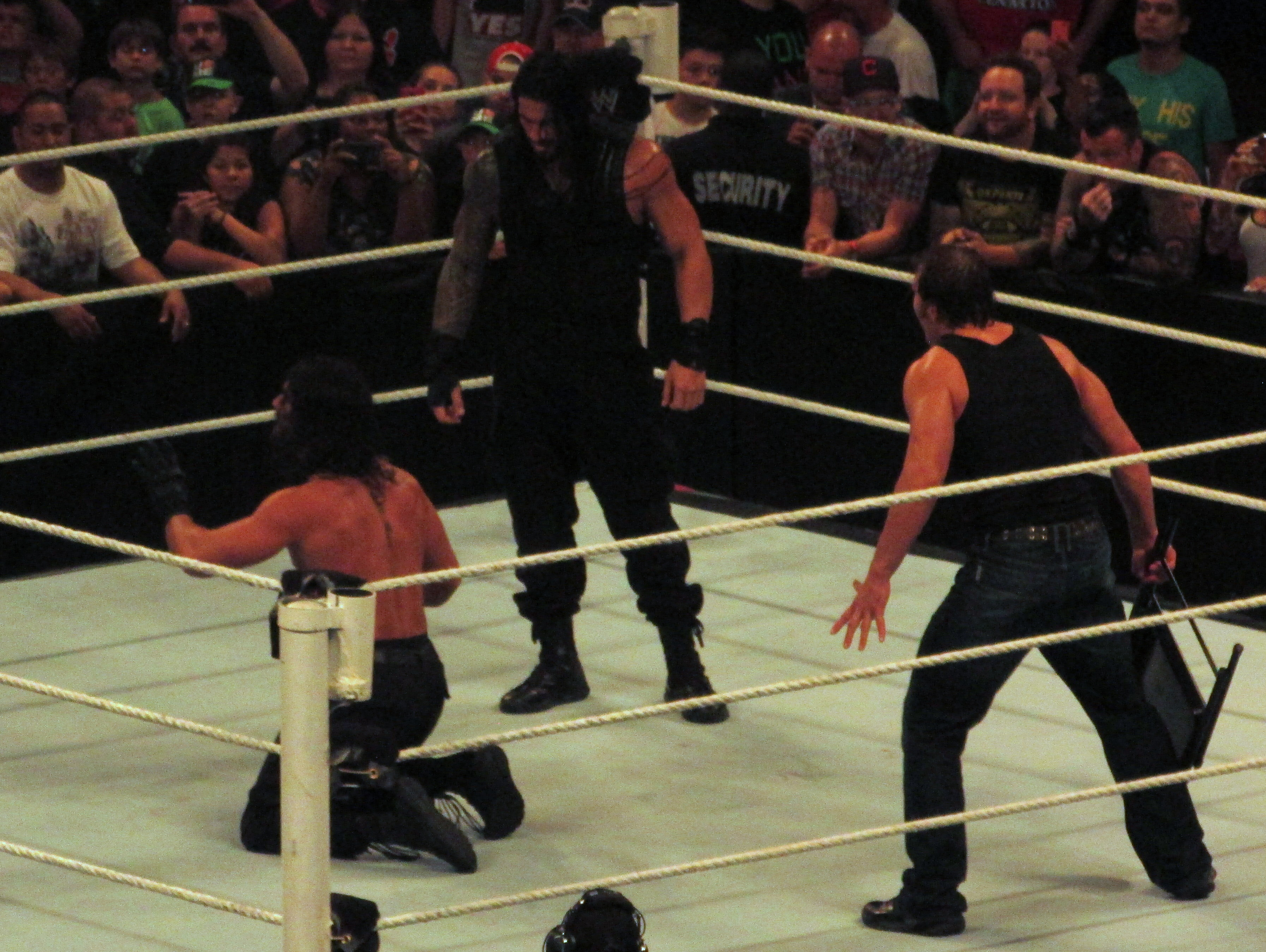
シールド解散

### チーム結成前とロックとの出会い

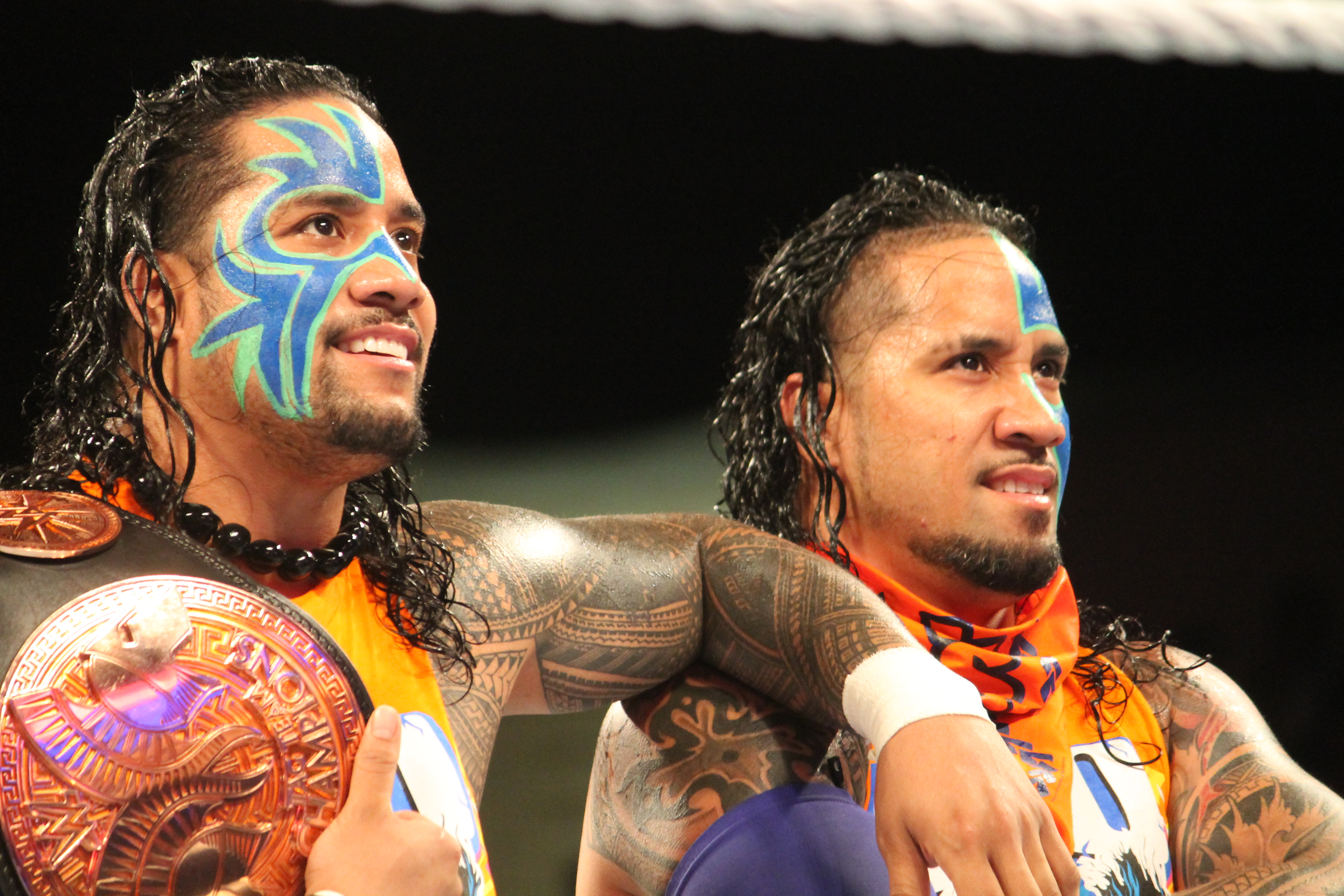
ウーソズWWEタッグ王者時代

2011年2月14日、アナハイムで開催されたRAWにて、レッスルマニアのホストを務めるという形でおよそ7年ぶりにロックはWWEのリングに姿を現した。全盛期と変わらない大歓声で迎えられる中、往年の決め台詞を披露すると、現在もはや自分と同格の存在にあるジョン・シナと、当時のWWE王者ザ・ミズに対して痛烈なマイクアピールを行い、対決姿勢にあることを示唆した。そして迎えた4月のWrestleMania XXVIIではオープニングでマイクパフォーマンスを行うと、バックステージで往年のライバル・ストーンコールドと久々に対面した。
更に、メイン戦のザ・ミズとシナのWWE王座戦がダブルカウントアウトに終わるとすぐさま登場、その場で反則裁定なしでの再試合を命じる。すると再開直後にシナにロックボトムを見舞いシナの王座戴冠を阻む。運良く王座防衛したミズにもピープルズ・エルボーを浴びせた。翌日のRAWでシナの呼びかけに姿を表し、翌2012年のレッスルマニアXXVIIIでの一騎討ちを誓った。またこの試合へのカウントダウンもWWE公式サイト内で開始された。
5月2日のRAWは、ロックの誕生日スペシャルと銘打たれた。番組内ではアメリカテレビ界における著名番組のホスト、サミュエル・L・ジャクソンら映画俳優や、NBA選手らが祝福のコメントを寄せた。またピットブルがパフォーマンスを行った他、マイアが『Happy Birthday』を熱唱した。更に終盤にはビンス・マクマホンが登場、ディディの『Coming Home』をBGMに使用したトリビュートビデオを披露し、華を添えた。その後、久々に復活したタフイナフにゲスト出演、未来のWWEスーパースター達の目の前で、衰えを感じさせないリングワークを見せ付けた。他にも2011年の復活以降は様々な形でたびたびWWEの番組に登場している。
一方、正式な試合自体はレッスルマニアでの対シナ戦まで行わないのではとの憶測も飛んでいた。しかし2011年11月、R・トゥルースとザ・ミズのコンビに苦しめられていたジョン・シナによる指名を受け、マディソン・スクエア・ガーデンで開催されたサバイバー・シリーズでシナとタッグを組み、7年半ぶりにリング復帰を果たす。試合では「まだやれる」コールが巻き起こるなど健在振りを見せ、最後はミズを得意のスパインバスターからのピープルズ・エルボーで沈め見事勝利した。試合終了後にはシナにロック・ボトムを食らわせレッスルマニアでの対戦へ向け強いインパクトを残した。

### 2012年
そして迎えた2012年4月1日、レッスルマニア28にてジョン・シナとシングルで対戦。お互いに団体を代表する顔的存在となっているものの、観客はロックを支持する者が多く、シナが入場する際にはブーイングが多々あったが、ロックは大歓声の中入場し、奇しくもかつてのホーガン戦を思わせる光景となった。試合はシナに攻め込まれる場面がみられるも、スパイン・バスターやピープルズ・エルボー、ロック・ボトムなど全盛期を彷彿とさせる動きを見せ観客を大いに沸かせる。試合はお互いの必殺技を出し合いながら30分以上の激闘となり、試合後半は疲れが見えたものの、最後はシナがピープルズ・エルボーを模したところへカウンターのロック・ボトムを放ちそのまま3カウント。1年にわたる長い抗争は、ロックの勝利となった。
7月23日のRAW1000回特番に再び登場し、2013年1月に行われるロイヤルランブルにてWWE王座に挑戦することを発表した。その後、同日行われていたCMパンク対ジョン・シナのWWE王座戦に乱入したビッグ・ショーを制するため自身も乱入したものの、ピープルズ・エルボーの最中にCMパンクからの攻撃を受け、ダウンさせられた。

### 2013年 - 2014年

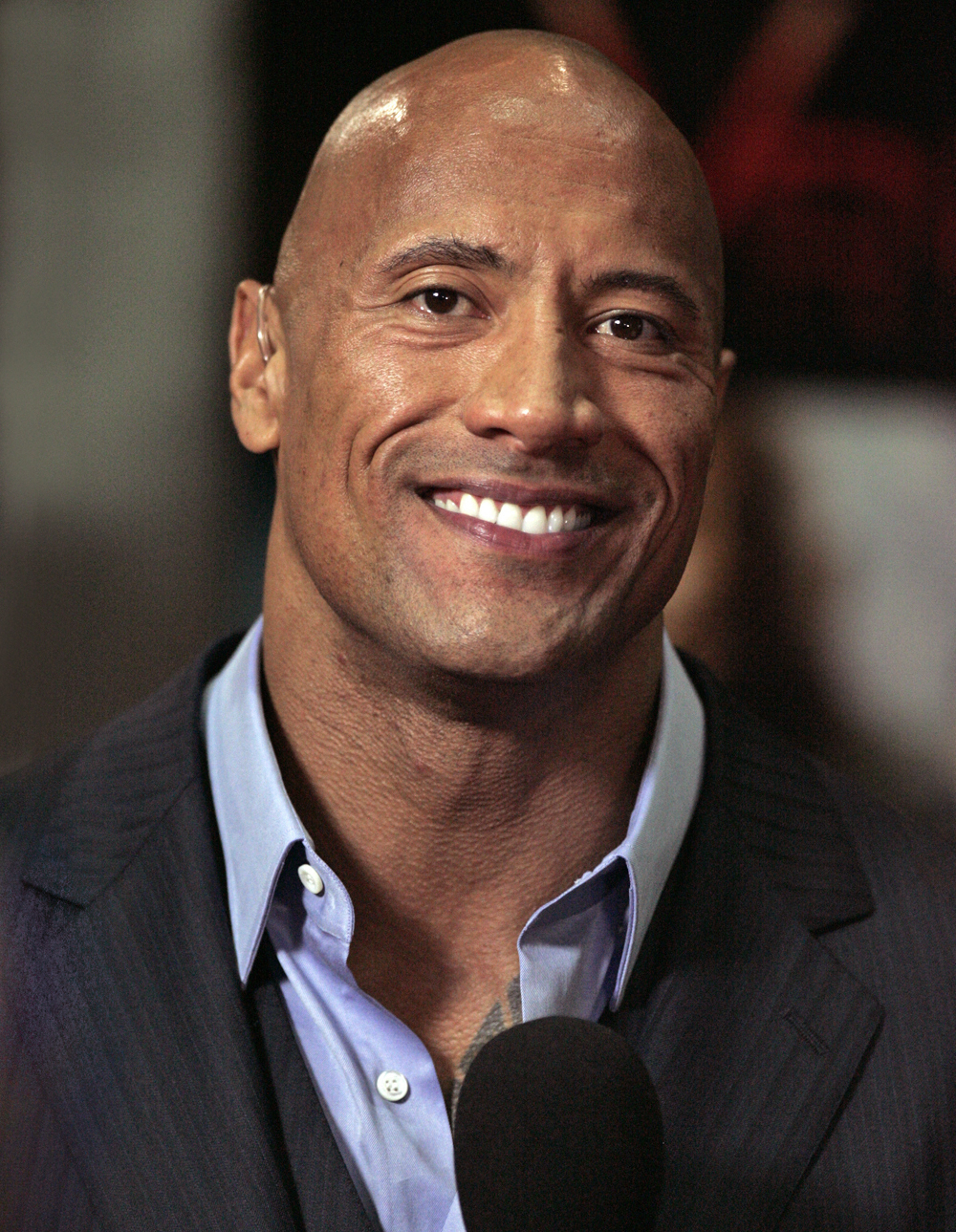
2013年

ロイヤルランブルにてWWE王者CMパンクと対戦。一度は第三者の介入もあり、CMパンクに敗れるが、直後にマクマホン会長の指示で再試合が行われ、ピープルズ・エルボーでフォール勝ちを収め、11年ぶりにWWE王座を獲得した。
4月7日に行われたレッスルマニア29のメインイベントでも、シナとのシングルマッチが行われ、激闘の末に破れWWE王座を失った。
2014年3月3日、RAWにてニュー・エイジ・アウトローズを下し、初めてWWE・タッグチーム王座を戴冠。
ジョン・シナと組むなどしてワイアット・ファミリーと抗争しつつタッグ王座を守り続ける。9月のナイト・オブ・チャンピオンズでスターダスト&ゴールダストに敗れ王座を失ったが、その後12月29日のRAWで王座をザ・ミズ&ダミアン・ミズドウから奪い返した。しかしさらにその後、2015年2月22日のPPV、ファストレーンでブラス・リング・クラブに敗れ王座を失うこととなる。1月25日に行われたロイヤルランブルのバトルロイヤル戦に登場して、ロマン・レインズの優勝を祝福する。レインズは、ウーソズと協力して2015年11月2日チームを組んで試合に挑んだ。相手は、ライバックとアンブロース、ロリンズとニュー・デイ(コフィ・キングストンと エグゼビア・ウッズと ビッグ・E)と対戦してレインズとウーソズのチームが勝利した。その後、レインズとウーソズ、ケイン、ダッドリー・ボーイズとチームを組んでワイアット・ファミリーと試合をした。結果、レインズのチームが勝利した。レッスルマニア32でロックは、ローワンと対戦し、勝利した。その後は、番組に登場することなく、引退説がささやかれていた。2016年5月2日レインズは、ウーソズとチームでAJスタイルズとカール・アンダーソン、ルーク・ギャローズとの試合で敗北した。試合後、アンダーソンとギャローズがレインズを椅子で打つようにスタイルズに頼んだがその要求をスタイルズは、拒否した。ウーソズがスタイルズの背後から椅子で叩いた。スタイルズは、椅子でウーソズを報復した。最終的にスタイルズがスタイルズ・クラシュで決めた。ウーソズは、トルネード・タッグマッチでアンダーソンとギャローズと対戦したが敗北した。その日夜、レインズとスタイルズとのWWE世界ヘビー級王座の試合をした。その試合は、レインズが勝利したことによりタイトルを獲得した。

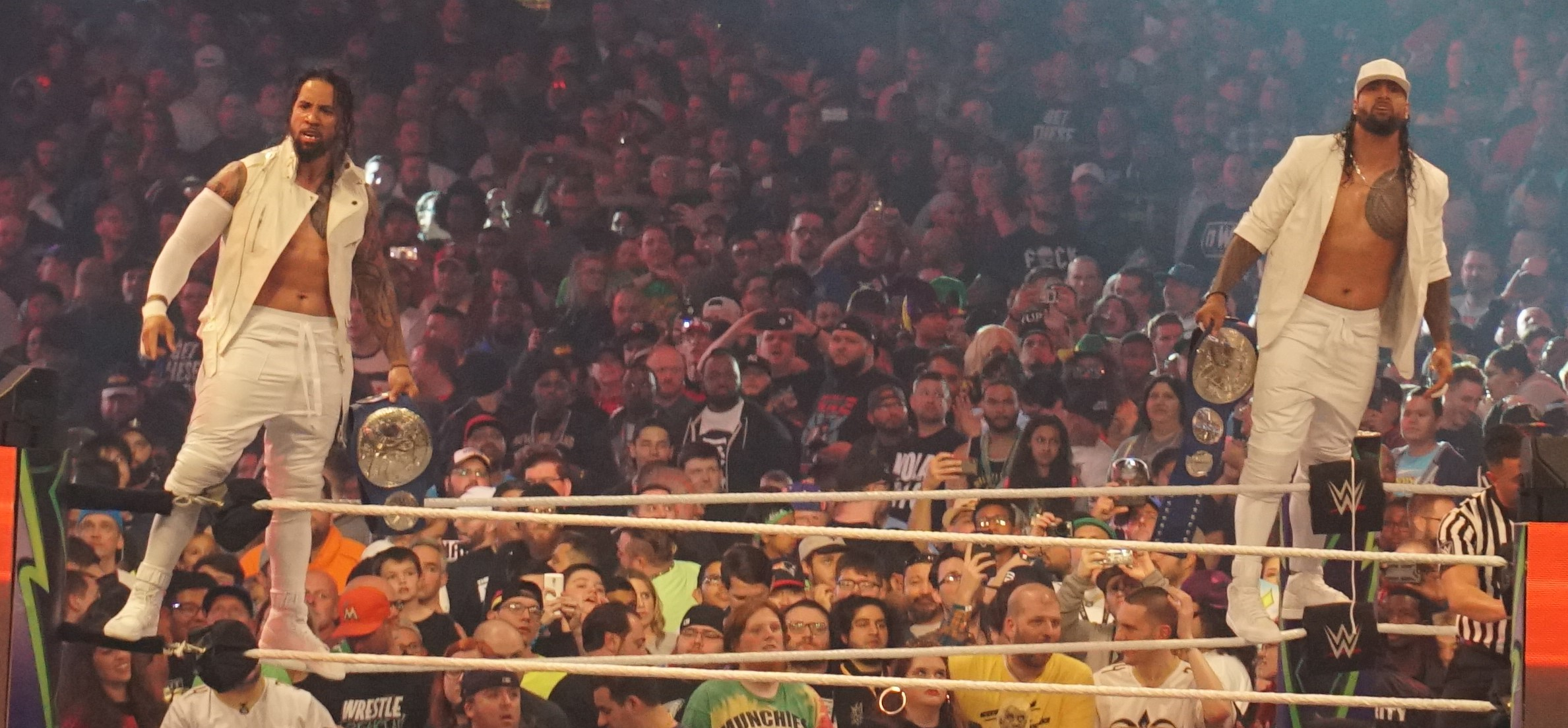
レッスルマニア34でのウーソズ

2019年2月17日、Elimination Chamber 2019でWWE・スマックダウンタッグ王者チームのザ・ミズ & シェイン・マクマホンに挑戦。ジミーとミズのフォールの取り合いになりミズからスカル・クラッシング・フィナーレを喰らうも切り返してフォールを奪い勝利。王座を戴冠した。2019年5月14日に アライアス、シェーン・マクマホン、ダニエル・ブライアン、 ローワンからレインズが攻撃されているとき、ウーソズがレインズを助けた。そしてハンディ・キャップ・マッチで敗北した。6月3日レインズがドリュー・マッキンタイアとリバイバル(スコット・ドーソンとダッシュ・ワイルダー)からの攻撃をウーソズが救助したが、6人のタッグチームマッチで敗北した。2020年1月3日、ウーソズは、新しい髪型で試合に挑んだ。ウーソズは、 キング・コービンとジグラーがレインズを攻撃しようとしているところを助けた。その後、コービンにドッグフードをかけた。6人のタッグチームマッチでコービン、ジグラー、ボビー・ルードとの試合で勝利した。だが、試合中にジミー・ウーソが膝の怪我をしてしまった。

### ブラッドライン結成
2020年8月23日に行われたサマースラムにてレインズは復帰し、王座戦後のブレイ・ワイアットとブラウン・ストローマンを襲撃した。そして翌週のスマックダウンで、ポール・ヘイマンを自らのワイズ・マン(マネージャー)として迎え入れ結託、ヒールターンを果たす。30日に行われたペイバックで、ワイアットからWWEユニバーサル王座を奪取する。
9月4日、ユニバーサル王座への挑戦権を賭けた試合が行われたが、出場予定であったビッグ・Ｅが攻撃され負傷し、その代打で出場が決定したジェイは、マット・リドル、キング・コービン、シェイマスとの4ウェイマッチに勝利し、レインズが保持する王座への挑戦権を獲得した。レインズはジェイとの抗争を開始し、「俺が部族の長で、お前たち家族を養ってる事を忘れるな」とジェイに言い放った。クラッシュ・オブ・チャンピオンズでの試合はレインズの勝利であったが、仰向けに倒れたジェイをレインズが滅多打ちにする中、リングに現れた負傷中のジミーが白タオルを2人に向け投げ降参の意を伝え、試合を終わらせレインズの勝利にしたというものであった。ヘル・イン・ア・セルでレインズはジェイとセル内でのアイ・クイット・マッチで再戦した。一時的にジェイが善戦するもレインズが圧倒し、鉄階段へのヘッドショットでジェイのキャリアを終わらせようとするもジミーが乱入、レインズに「俺たちは家族だろ」と諭した。レインズはふと我に帰ったかのような表情を見せるも、騙し討ちの形でジミーを攻撃、ギロチンチョークでジミーを締め上げた。ジェイは兄を攻撃から救うために｢降参する」と言い、レインズは再び勝利した。10月30日のスマックダウンにてレインズはジェイに「約束通り部族長の俺に従え」と命令、ブライアンに勝利した後ジェイは、レインズの命令に従う形でブライアンを攻撃した。この後ジェイはレインズの右腕として活動をすることになり、レインズを部族の長とし、ジェイはその手下扱いとなることで最初期のブラッドラインが発足された。
4月9日ジェイは、最後、中邑真輔をリング外に落としてアンドレ・ザ・ジャイアント・メモリアル・バトルロイヤルの優勝者となった。ジミーは、怪我から回復した。6月4日ウーソズは、再会し、WWE・スマックダウン・タッグチーム王座のタイトルをかけてミステリオス(レイ・ミステリオとドミニク・ミステリオ)と対戦して試合は、物議を醸したフィニッシュで終わり、審判は、３カウントの途中にジミーが肩を上げていることに気がつかなかった。その同じ日に再戦を行ったが途中でレインズがドミニクに攻撃を与えた。ジミーは、レインズがやりすぎだと感じていた。ジェイを巡る2人の間では、不満をかんじていた。6月11日ウーソズは、一時的にレインズから立ち去った。6月18日ジミーは、ミステリオとのヘル・イン・ア・セルの試合中レインズに助けを求めた。試合後レインズがジミーの元へ駆けつけた。翌週のスマックダウンで エッジがレインズを攻撃した。バリケードで通して槍で突き刺そうとしたとき、ジミーがスーパーキックでレインズを助けた。

### すべてのチャンピオン

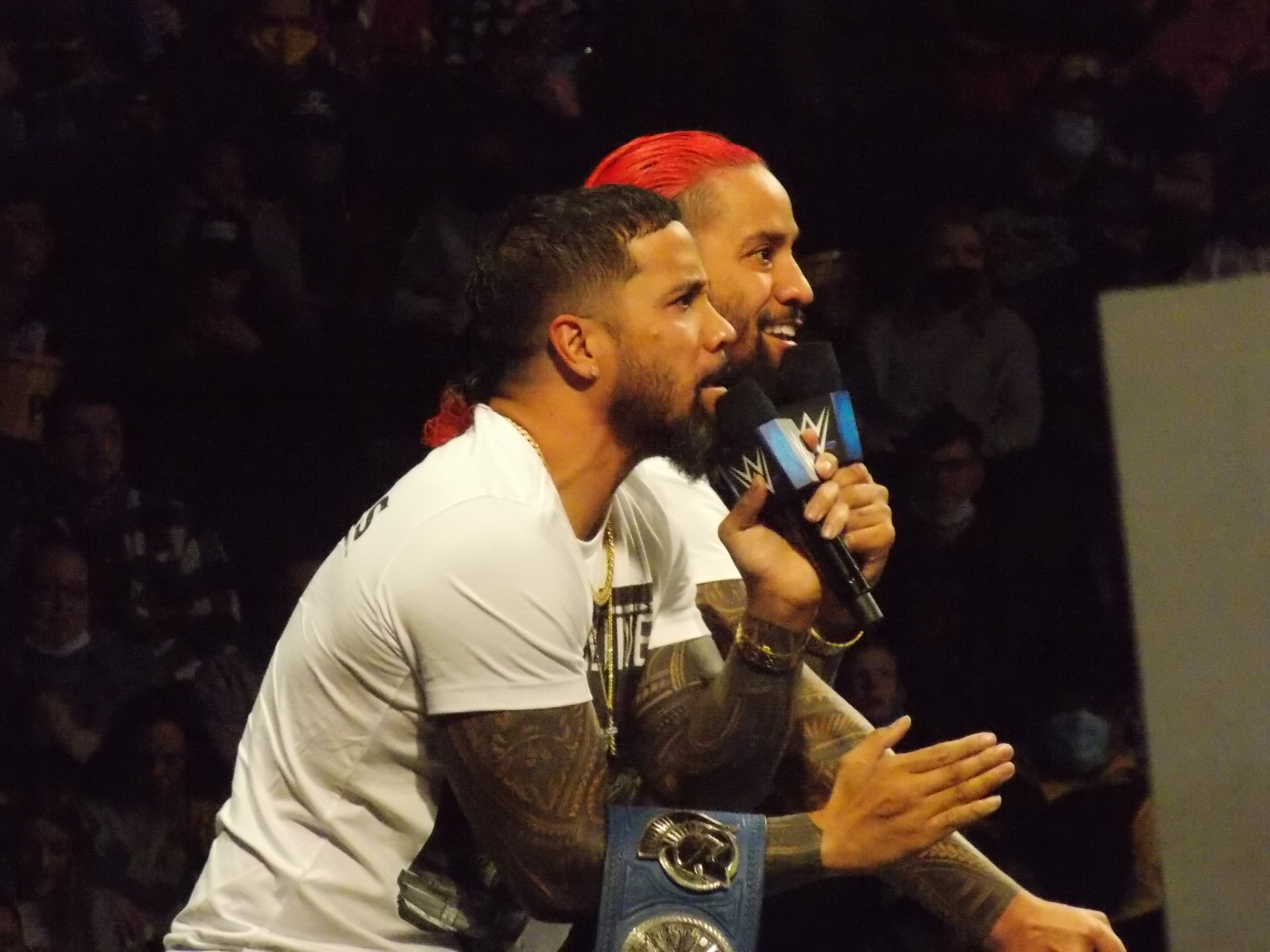
WWE統一タッグチーム王座のウーソズ

7月16日にブラッドラインは、6人のタッグマッチで、エッジとミステリオスに直面した。エッジは、試合後ブラッドラインに攻撃を加えた。マネー・イン・ザ・バンクでウーソズは、ミステリオスとの試合で勝利した。メインイベントでは、レインズがエッジに勝利し、タイトルを守った。サマー・スラムでは、ウーソズがミステリオスに勝利した。レインズは、ジョン・シナと対戦してタイトルを守った。エクストリーム・ルールズでウーソズは、ストリート・プロフィッツ( モンテス・フォードとアンジェロ・ドーキンス)と対戦して勝利した。レインズは、""デーモン""フィン・ベイラーと対戦して、タイトルを守ることに成功した。クラウンジュエルでは、ウーソズは、ハート・ビジネスと対戦して勝利した。レインズは、ブロック・レスナーからタイトルを守ることに成功した。サバイバー・シリーズでは、ウーソズがRK-Broと対戦したが敗北した。12月17日レインズは、マネージャーのヘイマンを解雇した。2022年1月1日にレインズがCOVID-19に陽性だったため、レインズは、WWEデイ・ワンに出場することができなかった。ウーソズは、ニュー・デイからタイトルを守ることに成功した。レッスルマニア38でウーソズは、中邑真輔とリック・ブーグスと対戦して勝利した。レインズは、レスナーと対戦してWWE王座を獲得した。翌週、ウーソズは、RK-Broと対戦してWWE・ロウ・タッグチーム王座とスマックダウン・タッグチーム王座と両立王座となった。

### サミ・ゼインとソロ・シコアの加入

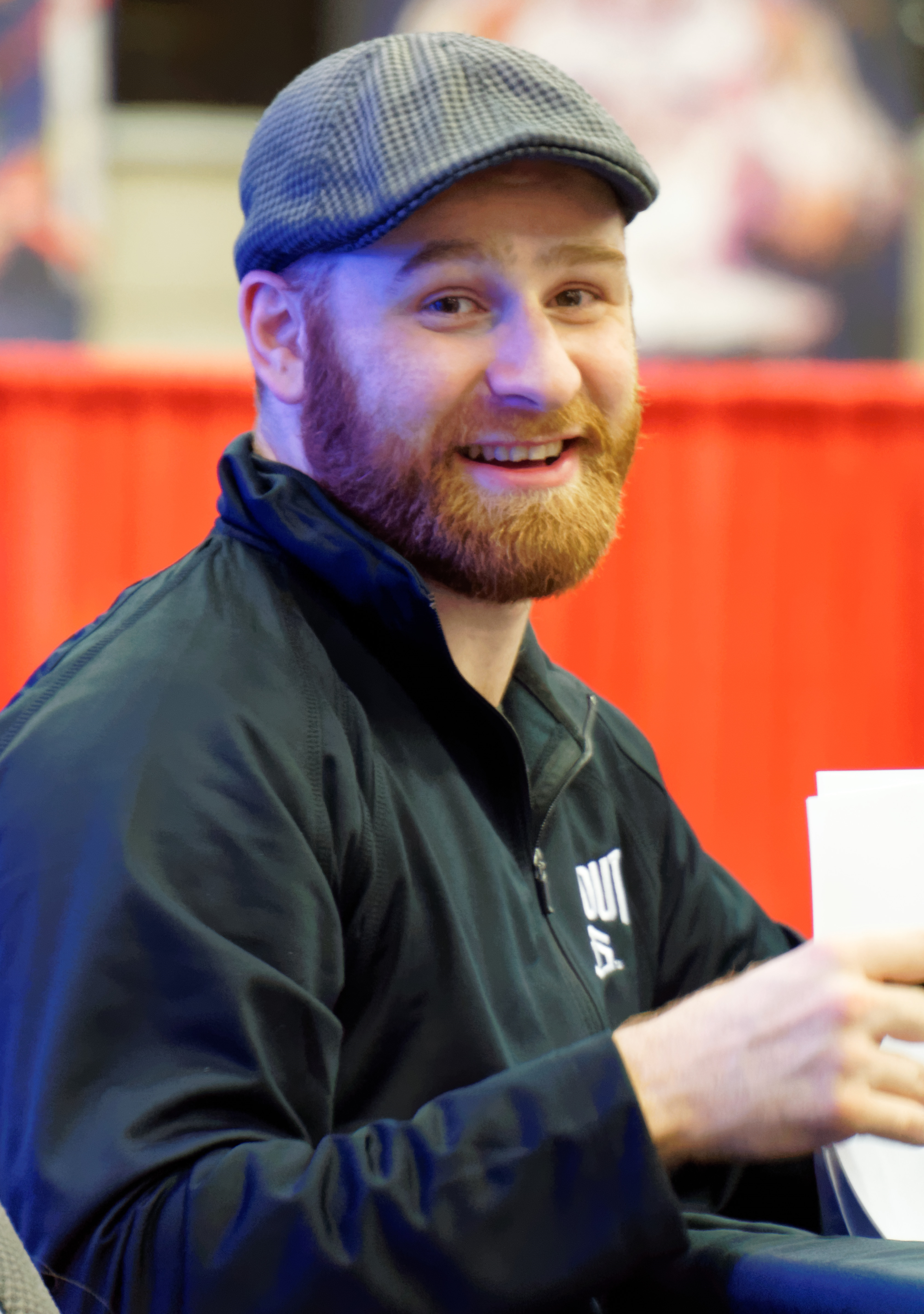
名誉 : サミ・ゼイン

スマックダウンでブラッドラインに名誉としてサミ・ゼインが加入した。2022年9月3日、レインズは、ドリュー・マッキンタイアと対戦した。途中マッキンタイアのカウントを止めるためにソロ・シコアが現れた。シコアは、カーメロ・ヘイズと対戦して、NXT北米王座を獲得した。だが、シコアがスマックダウンへメインロースター入りしたためチャンピオンシップを受け渡すことになった。クラウン・ジュエルでレインズは、ローガン・ポールと対戦し勝利した。サバイバー・シリーズ・ウォーゲームでブラッドラインは、シェイマス、リッジ・ホランド、ブッチ、ドリュー・マッキンタイア、ケビン・オーエンズと対戦し、勝利した。2022年最後のスマックダウンでレインズとゼインは、オーエンズとジョン・シナと対戦して敗北した。

ロイヤルランブル2023の試合後のブラッドライン

レインズは、ロイヤルランブル2023でオーエンズと対戦し、レインズが勝利した。

### サミ・ゼインの追放
試合後リングにブラッドラインが現れ、レインズがオーエンズに手錠を掛けスチールチェアで叩こうとしたがゼインが止め、間をおいた後レインズを椅子で叩いた。それによりゼインは、ジミーにスーパーキック、シコアにサモアン・スパイクを浴びせされ、チームから追放された。ジェイは、ゼインに攻撃することを拒否し、そのまま退場した。レインズは、ショーを開きゼインについて話している途中に、後方からゼインが攻撃した。ゼインが攻撃中、ジミーとソロが現れ、レインズを助け、ゼインに攻撃する。エリミネーション・チェンバーでレインズとゼインの試合が決定した。エリミネーション・チェンバーでは、レインズがタイトルをした。
3月6日、ジミーは、ゼインと対戦するも敗北。その試合中にジェイが現れた。試合後、ジェイは、ゼインを抱きしめたかと思うと、スーパーキックを与えた。攻撃後、コーディ・ローデスが入場し、ゼインを助けた。5月6日のバックラッシュで、ウーソズとシコアは、ゼイン、オーエンズ、リドルと対戦し、勝利。だが、ジェイとシコアの関係が、エスカレートした。

### ウーソズの追放

WWE・ロウ・タッグチーム王座&WWE・スマックダウン・タッグチーム王座のケビン・オーエンズとサミ・ゼイン

ナイト・オブ・チャンピオンズ前日のスマックダウンでは、レインズが、ウーソズに問題兄弟と言い、ジミーを腹立たせる。5月27日のナイト・オブ・チャンピオンズでレインズとシコアは、WWE統一タッグチーム王座を賭けて、オーエンズとゼインに挑戦。試合中、ウーソズが現れ、シコアを攻撃してしまう。続けて、ジミーは、レインズを攻撃し、チーム追放となった。レインズタイトル保持1000日記念のスマックダウンでは、シコアは、ジミーを攻撃し、仲間割れした。シコアは、レインズ側に付き、再来週ジェイが、レインズ・ジミー側どちらにつくのかが発表されることが決定した。次週、ジェイは、オースティン・セオリーと対戦したが、ジミーとシコアの介入により敗れた。6月16日。ジェイは、ジミー側に立つことを表明し、レインズをスーパーキックで裏切る。
ウーソズとレインズは独立し、マネー・イン・ザ・バンクPLEで対戦することが発表された。この試合の名を、「ブラッドライン・シビル・ウォー」と名付けられた。7月1日のマネー・イン・ザ・バンクでは、ウーソズが、レインズとシコアをピンフォールで破った。

### ウーソズ解散とジミーの再加入・ロック復活
レインズは、サマースラム2023でジェイとトライバル・コンバットという試合形式で対戦することを発表。7月7日放送のスマックダウンで、ジミーは、シコアにテーブルに叩きつけられ、ソロスプラッシュを浴びて、救急搬送されてしまう。8月5日のサマースラム2023でジミーが復活し、ジェイを攻撃してしまう。ジェイは、シコアの介入により、レインズとの王座戦に敗れる。次週、ジミーは「ジェイが自分勝手なトライバルチーフになってほしくなかった。」とジェイに説明したが、ジェイは納得できずにジミーを裏切ってしまう。ジェイは、「ブラッドラインもスマックダウンもWWEも辞めた。」と言い放って、スマックダウンの会場を立ち去った。

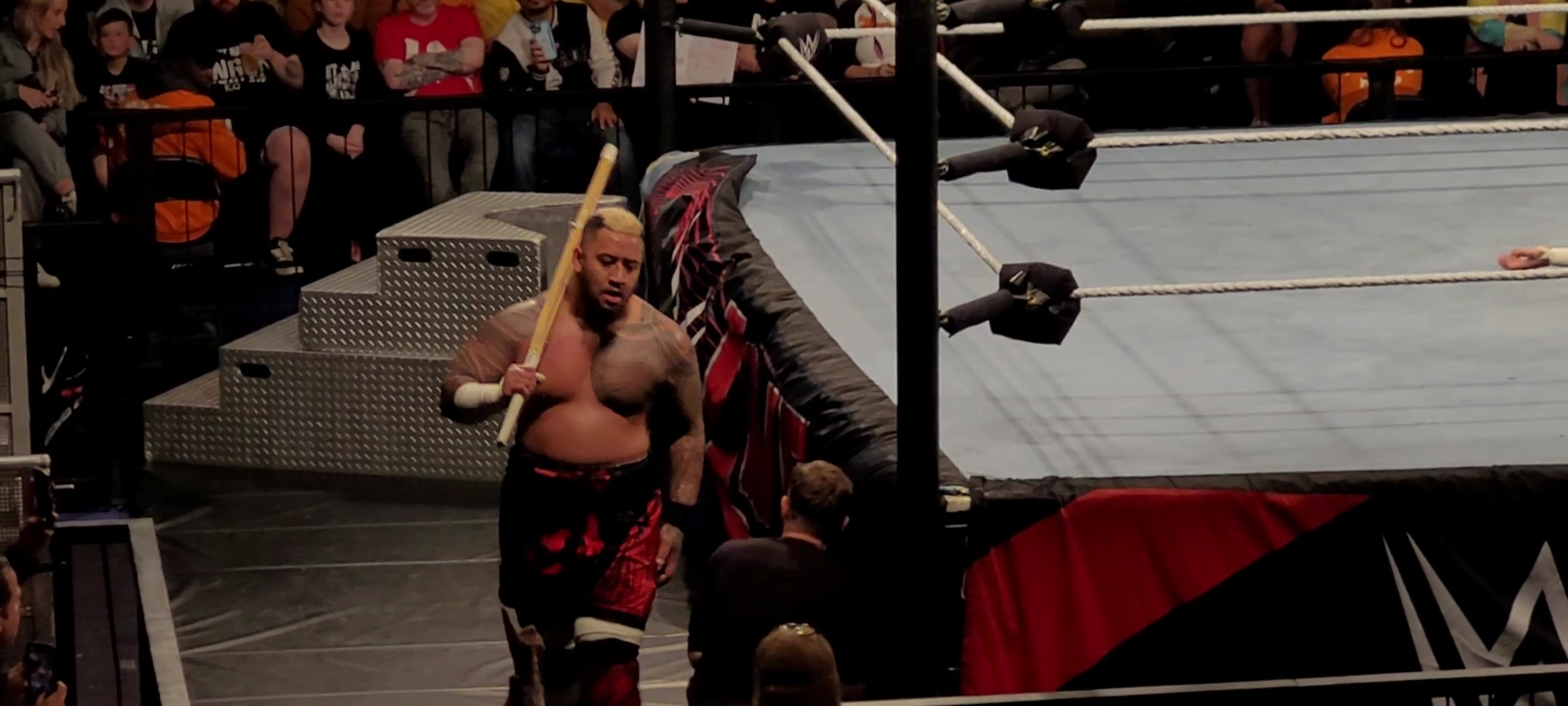
2023年9月ダークマッチでのシコア

2023年9月15日、WWEのスマックダウンに7年ぶりに登場。パット・マカフィーと共にスパイン・バスター、ピープルズ・エルボーをオースティン・セオリーに放った。
ジェイの裏切り後、ジミーはブラッドラインの再加入を希望し、レインズとシコアにアピールをした。入場曲を「Born A King」に変えてジョン・シナとAJスタイルズと抗争を始める。抗争中ソロは、ジミーをブラッドラインの一員として認め、ジミーがヒールターン。9月22日放送のスマックダウンで、スタイルズを病院送りにする。そして、ジミーとシコアは、シナとLAナイトのベビーフェイス組と対戦するが敗北。シコアは、11月4日のクラウンジュエル2023でシナと対戦して、勝利。一方、レインズは、LAナイトと対戦し、勝利して王座防御に成功した。

### オートン、ナイト、スタイルズとの抗争
12月15日放送のスマックダウンでレインズは、11月25日のサバイバー・ウォーゲームズで復帰したランディ・オートンと噛み合う。そして、LAナイトも入場し、乱闘になる。ジミーとシコアに襲われ、欠場していたスタイルズも現れ、抗争がヒートアップする。そこで、オートン、ナイト、スタイルズがスマックダウン・ニューイヤーズ・エボリューションでレインズへの挑戦権をかけた試合が行われることが発表される。1月5日放送のスマックダウン・ニューイヤーズ・エボリューションでは、レインズとジミー、シコアの介入により、試合は、ノーコンテストになった。乱闘後、スマックダウンのGMであるニック・オールディスがレインズ、オートン、ナイト、スタイルズの試合をロイヤルランブル2024で行うことをヘイマンに伝える。1月19日放送のスマックダウンで、レインズ、オートン、ナイト、スタイルズがコントラクトにサインし、試合が正式決定する。この日のスマックダウンで、オートン対シコアの試合が行われ、オートンは、RKOを決めてシコアに勝利した。ロイヤルランブル前日のスマックダウンで、ジミーは、男子30人ロイヤルランブル戦に登場することを明かす。1月27日のロイヤルランブルでは、シコアの介入もあって、レインズがスタイルズにスピアーを決めて、王座防御に成功。男子ロイヤルランブル戦で、ジミーは、2番目にエントリーし、1番目にエントリーした兄弟のジェイ・ウーソと噛み合った。ジミーは、ブロン・ブレイカ―に排除された。男子ロイヤルランブル戦では、コーディ・ローデスが勝利し、アンディスピューテッド王座かWWE世界ヘビー級王座のどちらかに挑戦する。

### ザ・ロックとの対面とコーディ・ローデスとの抗争

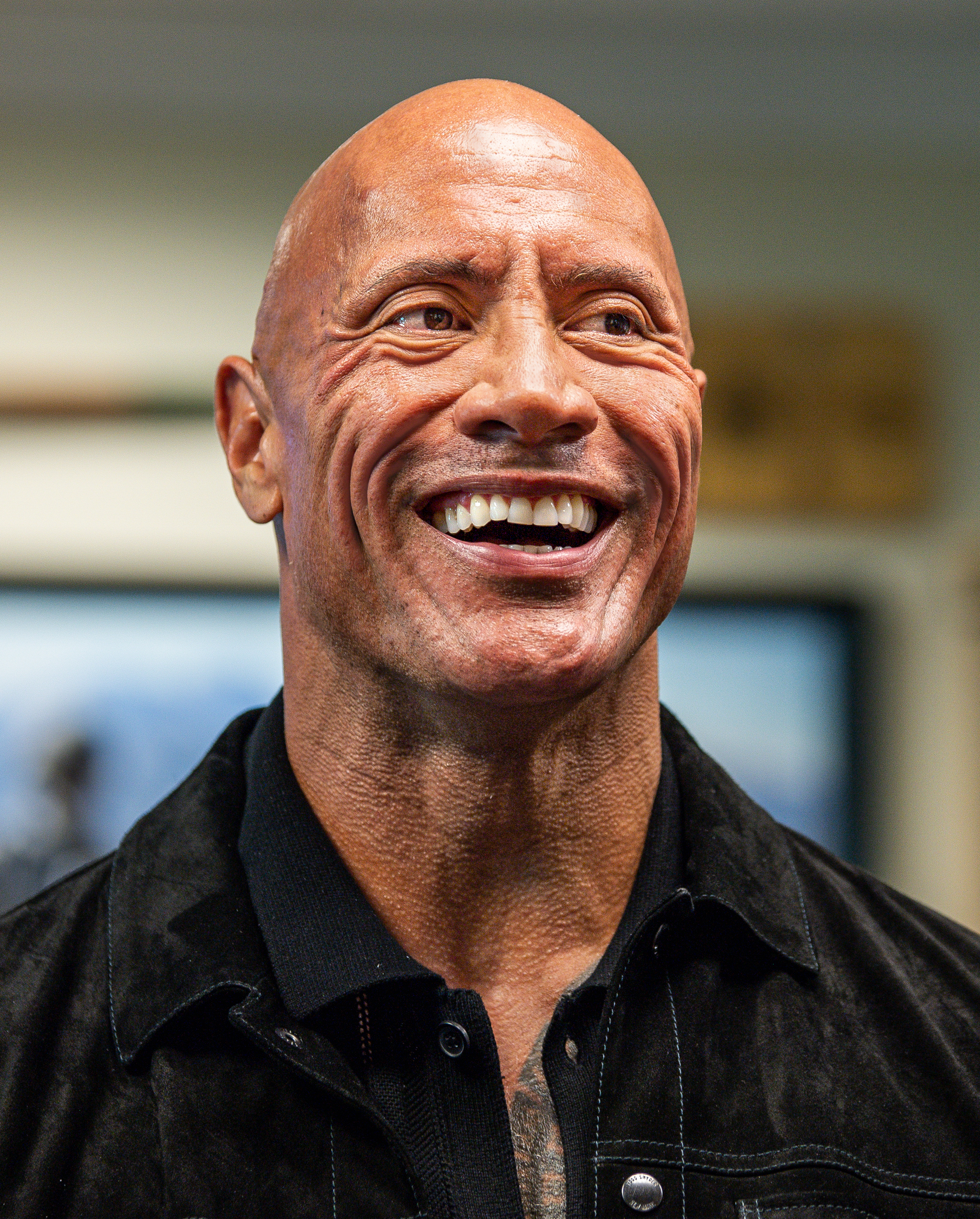
親族であるロック

1月29日のロウで、コーディは、WWE世界ヘビー級王座である、セス・フリーキン・ロリンズとのセグメントを行い、ロリンズは、「コーディがレッスルマニア40でレインズに挑戦するのはダメだ、俺と対戦しろ」と主張する。ロリンズは、「去年の今頃はまだこのベルトは無かったが、俺はこのベルトの価値を高めた、だがレインズはパートタイマーになったしズルしてばっかだし今このベルトの価値はWWEユニバーサル王座と同じだ。本当に強いやつを決めるのはこのベルトだ、どうなんだコーディ！」と迫る。コーディは、「ちょっと考えさせてくれ」と返答を保留する。2月2日のスマックダウンで、WWE王座&WWEユニバーサル王座のロマン・レインズ率いる、ブラッドラインが登場。レインズは、「本題に入る前に、セス･ロリンズがなんか言っていたな。確かに俺はパートタイマーでロリンズより試合数は少ない、おそらく10分の1だが収入は10倍だ、だがコーディは金は気にしないだろう、バカだからな。」とコーディを挑発する。そこに、コーディが現れ、レインズに「去年はお前のズルでやられた、だが俺はまだ諦めていないぞ。レインズから全てを奪い俺のストーリーを終わらせるんだ、だがそれはレッスルマニアではない。レインズがよく知るある人から相談を受けたんだ」と言い放つ。そこに、ザ・ロックが登場し、レインズと睨み合う。2月8日のレッスルマニアXLキックオフイベントで、ロリンズは、「コーディの返事をまだ聞いていないから聞かせて欲しい」と言うと、コーディではなくレインズが現れる。レインズは、「残念だがコーディに決定権は無い、俺は今ここでレッスルマニア40で誰と対戦するか決定する、俺が選んだのはザ･ロックだ」と言うと、ロックが現れる。ロックは、「観客にあいつは泣き虫コーディだ。レッスルマニア40でWWEユニバーサルチャンピオンとピープルズチャンピオンが対決する、プロレス史上最大のイベントになるぞ」と言い放って、レインズとロックは握手する。そこにコーディが登場。コーディは、「こんなのでたらめだ、何でレインズが対戦相手を決めるんだ？、お前の権利を持っているのは俺だ。レッスルマニア40で俺はレインズに挑戦する」と主張。レインズは「お前何考えてる？、ロックとの試合は決まったんだ。敗者復活戦になら参加できる。去年お前は俺に負けた、お前の物語なんて誰も気にして無いんだよ、お前は自分で恥晒ししてるの分かってるのか、親父のようだ」と言うと、コーディは「レインズの祖父達がいたら今のお前は恥ずかしいと思っているだろう」と言い返す。するとトリプルHが間に入る為に登場する。するとロックは、コーディに「レインズのファミリーの事を言っているのか、それは俺のファミリーをディスるのと同じだ」と言い、コーディの顔をビンタし、ヒールターン。するとトリプルHやピアース&オールディスGMが止めに入る。この後バックステージでザ･ロックはトリプルHに、コーディの件を何とかしろよと言い渡す。トリプルHは、レッスルマニア40でレインズvs.コーディを行うと決定した。2月12日のロウでコーディは、「みんなの声援で勇気をもらった、だが#WeWantCodyを嫌っている人物がいる。世界で有名なあの人だよ、ザ･ロックがコーディ･クライベイビーズを広めようとしている。俺はそんなザ･ロックに叩かれた、別にファミリーを悪く言った訳ではない。叩かれたからにはやり返す」と言うと、ロリンズが現れる。
ロリンズは、「レッスルマニアでコーディと対決したかったがコーディの決断を尊重する。レインズに勝たなければならない。だが相手はブラッドラインだけじゃなくザ･ロックもいる。俺はコーディがレインズから全てを奪うと言った時、俺も同じ事を思った。だがレインズがあのようになった責任は俺にもある。レインズとロックとの闘いに関してコーディのシールドに相応しいのは俺しかいない」と主張。2月16日のスマックダウンでレインズは、「コーディは全てを台無しにしやがった。そして、今夜その問題を解決する。そして今夜は歴史的な夜だ、ロックをブラッドラインのメンバーとして初めて紹介するからな」とロックが登場する。ロックは、「観客動員数で記録更新したぞ、でも今の俺は何年も見せなかった姿だ。本当は俺とレインズがレッスルマニア40のメインイベントのはずだったが台無しにされた。みんながコーディとの対決を望んだ結果だ。でもコーディは去年レインズに負けてるんだ。リマッチが奴の物語なのか？マヌケだ。49ersは負けを受け止めて成長したんだ。俺はコーディがレッスルマニアで負ける為に権力を使って何でもするぞ、お前の物語は終わり俺たちの物語が始まるんだ」とコーディに警告した。2月19日のロウでジミーとシコアはコーディとドリュー・マッキンタイアの試合中、リングサイドに姿を現す。ソロは、コーディにサモアン・スパイクをかまし、マッキンタイアを勝利に導いた。同日のロウで、WWE・インターコンチネンタル王座のグンターとジェイ・ウーソとの試合中に謎の人物がゴングを鳴らす。正体はジミーでジェイの邪魔をする。試合は、ジミーの介入によりグンターが王座防御に成功する。試合後、ジミーはジェイを襲ってウーソズ・プラッシュをかました。2月23日のスマックダウンで、レインズは、ジミーに「なぜRAWに行ったんだ」と聞く。ジミーは「ヘイマンに言われたから、俺は自分の役割をこなした」と返答。レインズは、「実は俺の指示だった」と明かす。そこにヘイマンが来て「グレイソン・ウォーラーがレインズに会いたがっている」と伝える。2月24日のエリミネーション・チェンバー2024でコーディとセスは、グレイソン・ウォーラー・エフェクトにゲストとして出演。ウォーラーは、ロリンズに「レッスルマニアで試合がしたいか」と聞く。ロリンズは「後数日で復帰許可が出る。レッスルマニアでは俺が勝つからチェンバー戦で誰が勝っても良い」と言う。ウォーラーは、「コーディがレッスルマニアのレインズvs.ザ･ロックを奪った」と主張。コーディは、「ピープルズチャンピオンを名乗るなら観客の前に出てこないと、レッスルマニアまで俺は暇なのでいつでもザ･ロックと1対1でやってやる」と忠告する。するとロリンズは、「ブラッドラインに1人で挑もうとするのは無茶だ」と言う。するとオースティン・セオリーが侵入する。コーディがコーディカッター、ロリンズがカーブストンプを決めてセオリーを追い払う。そしてコーディとセスは握手する。2月26日のロウのメインイベントのコーディ対グレイソン・ウォーラーの試合後、ポール･ヘイマンがガードマンを引き連れて現れる。ヘイマンはコーディに「ザ･ロックへの対戦要求を取り消せ」と要求。しかしコーディは拒否。するとガードマンがコーディに襲いかかるが返り討ちにされる。コーディは、「ブラッドラインは俺を襲っているつもりだろうが、俺がブラッドラインを襲うんだ」と主張。ヘイマンは急いでレインズに電話する。3月1日のスマックダウンでレインズ率いるブラッドライン登場し、ヘイマンがロックを呼び入れる。ロックは、「開催地アリゾナ州フェニックスをディスってから、今日はみんな上機嫌だ、プロレスはクールだからね。でもコーディ･ローデスはクールじゃねぇ。俺がそんなコーディと対戦するか？、答えはノーだ。だが俺に考えがある。コーディにはタフな友人がいる、レッスルマニア初日にザ･ロック&レインズ vs. コーディ&セス･ロリンズだ、俺たちに勝てたら2日目の王座戦でブラッドラインは介入しない。でも俺たちが勝ったらなんでもありのブラッドラインルールになる。俺を含めたブラッドラインが全力で邪魔をする。コーディとロリンズはこれを受け入れるか、次回のスマックダウンで答えを聞かしてもらおう。もし拒否するようなら取締役の俺がコーディはレインズに挑戦できなくしてやる」と言う。ロックが締めようとすると、レインズは、「その前にロックに頼みがある。俺をトライバル・チーフとして認めて欲しい」と言う。ロックは、レインズをトライバルチームとして認めると言って2人は抱擁をする。3月4日のロウで、コーディが登場。コーディは「俺はレッスルマニア40でロマン･レインズに挑戦するが、今はザ･ロック話になっている。俺はザ･ロックに1対1の対決を要求したが、彼は拒否して代わりに別な要求をしていきた。それには俺の友人も関わって来る」と言い、セスを呼び出す。コーディは「ロリンズはレッスルマニア40でマッキンタイアと対戦する事になっているから無理にとは言わない」と言うと、ロリンズは「物語を終わらせようとしているのはお前だけじゃない、俺の物語も終わらせる。ザ･ロックがブラッドラインに入ったらレインズの権力はさらに強大なものになる。これは何とかしなければならない。ザ･ロックはもうピープルズチャンピオンじゃない、俺が新しい名前をつけてやる、ダイアリア･ドウェイン。そして俺は復帰許可がでた、俺はスマックダウンでブラッドラインに会いに行くがコーディも来てくれるか」と聞くと、コーディは「俺もスマックダウンに行くぞ。そしてレッスルマニア40で何が起こるかザ･ロックに教えてやる」と言う。同日のロウでドリュー・マッキンタイア対ジェイ・ウーソの試合途中ソロ･サコアが現れる。だが、コーディ･ローデスが現れ排除されてしまう。しかしその後、ジミーが現れると、それに気を取られたジェイにマッキンタイアがクレイモアを決めてピンフォールされる。試合後、ジミーはパイプ椅子を取ってジェイを襲おうとするが、セス･ロリンズが現れ沮止する。しかしマッキンタイアがロリンズにクレイモアをかましてしまう。3月8日のスマックダウンでは、初めにレインズ率いるブラッドラインが登場。続いて、ロックも登場する。そしてロックの要求に返答する為にコーディとセスが観客駅から登場。リング回りにはセキュリティが待機している。両軍睨み合い、コーディが「先週ザ･ロックがタッグマッチを要求してきた、俺たちが負けたらユニバーサル王座戦に介入するとのことだ。なぜザ･ロックが決めるんだ」と言うと、怒ったロックは「黙れ、さっさと受諾すればいいんだ。勝てば問題ない、でも負けたらブラッドラインルールでコーディの邪魔をしてやる」と言う。するとセスが「お前がだまれ、今は俺たちの時代だ、やってやるよ」と受諾する。するとレインズが笑い、「ロリンズが答えたぞ、いいのか、俺に倒されたらもう次はないぞ」と言う。そしてロックは「俺は全ての権力を使ってコーディを負けさすし、ロリンズは王座から陥落させる。俺は取締役なんだぞ。お前の兄は将来WWE殿堂入りか、なんで20歳も離れている、お前はミステイクだったからだ」と言うと、コーディはロックの顔を叩いてしまう。3月11日のロウで、マッキンタイアは、「セス･ロリンズはレッスルマニア40でザ･ロック&ロマン･レインズとタッグマッチで対戦するとか正気か」と言うとそのセスが現れ、「お前はずっとブラッドラインの文句を言っておきながら今ではブラッドラインのお世話になっている。だがレッスルマニア40の初日で俺とコーディがブラッドラインを倒すから、2日目の防衛戦ではマッキンタイアは1人で闘わなければならない」と言う。同日のロウでジェイは、ジミーに「兄弟対決だ、レッスルマニア40で俺と闘え、ブッ飛ばしてやるから受諾しろ」と対戦要求。3月15日のスマックダウンではジミーが「ジェイの対戦要求にやってやるよ」と言って受諾。レッスルマニアでの試合が決定した。同日のスマックダウンでロックは、「今日はメンフィスだが、俺のキャリアはここから始まった。当時はフレックス･カバーナって名前だったな。ここはブルースとエルヴィス・プレスリーの地、今日はコンサートだ、コーディの誕生について歌ってみよう」と言って歌い始める。ロックは、コーディは間違って産まれたという内容で歌う。ロリンズも巻き込む。歌い終わったロックは、「今度はコーディの母と話そう、お前の息子は俺から大事なものを奪った、当然報いは受けなければならない、レッスルマニアでは俺が全力でコーディを阻止する。コーディはレインズに負けてベルトを手にする事はない、代わりに俺のベルトが待っているぞと言ってウェイトトレーニング用のベルトを取り出し、これでお前の息子を血まみれにしてやる。そして血のついたベルトをあなたにプレゼントします」と話す。3月18日のロウで、ジェイ・ウーソは「ここにブラッドラインが来ているのは知っている、出てこいよジミー」と言うと、ジミーはシコアと共に登場する。ジェイは「ジミーがいなくて寂しかった」というが、ジミーは「お前、コーディに誘われRAWに行ってタッグ王者にもなって俺のことなんて忘れてたろ、全て俺のおかげだと言うことを忘れていたな」と言い返す。ジェイは「そんな事はない、俺のレスラー人生で最大の瞬間は今度のレッスルマニアだ、そこでお前を叩きのめしてやるんだ」と言ってジェイはジミーに殴り掛かるが、シコアに捕まってしまう。そして、コーディが救助に現れ、ジェイを救う。同日のロウのセグメントでコーディは、「2年連続でレッスルマニアのメインイベントに出場する事になったが問題もある、ザ･ロックだ。ロックは自分をヒールだと主張しているが、お前はただ最低な奴なだけ。俺はロックの母親を知っているが、彼女はお前みたいな悪い人間じゃないぞ。ロックはしばらく試合をしていない、お前はせいぜいレインズの愛人だ」と言うと、ヘイマンが現れる。ヘイマンは「レインズからメッセージがある、今度のスマックダウンでコーディとご対面するがブラッドラインのメンバーは連れて来ない。レインズ1人で現れる。ただし、それはコーディが1人で現れる必要がある」と言うと、コーディは「その条件を呑む」と言ってヘイマンと握手する。3月22日のスマックダウンで、レインズとヘイマンが登場。続いて、コーディも登場。レインズは「コーディはアホだ、トップに立つ器じゃない、それにロリンズは本当に信用できるのか、あいつはシールドを裏切った男だぞ」と指摘。コーディは「レインズの言う事も分かるが、それ以上にロリンズはお前が嫌いなんだ。そんな事より自分の心配をしろ、ブラッドラインを本当に仕切っているのは誰だ、ファイナルボスだろ」と挑発。レインズは「俺はそんな手に乗らないぞ、そんなんだからお前はナンバー2なんだ、俺は永遠にナンバーワンだ」と言い返す。するとコーディは「レッスルマニアで誰がレインズからベルトを奪うのか、この点に関して俺がナンバーワンだ、レッスルマニアで健闘を祈る」と言って握手を求めるが、レインズはマイクを落としてリングから降りる。すると、ジミーとシコアが現れコーディを襲おうとするが、ロリンズとジェイ･ウーソがやって来てコーディを守る。3月25日のロウでコーディは、「今日はシカゴだけど何を話そうか、とは言ってもレッスルマニアまで2週間、やっぱりロマン･レインズか。アイツは俺の事を約束を守らない政治家だディスってくる。俺はレインズをリスペクトしているけど、奴の根性は嫌いだ。レッスルマニアではみんな俺と一緒に闘ってくれ」と言うと、3か月ぶりにロックがロウに登場。そしてロックはリングに上がってコーディと睨み合うと、ロックはコーディに何か囁いて帰ってしまう。バックステージでジェイが中邑真輔戦の意気込みを語っているとシコア & ジミーが来てジェイを威圧する。その後ロリンズも現れ「俺とコーディがいるぞ」とジェイに伝える。ジェイ vs. 中邑の試合途中ジミー & シコアが現れると、コーディ & セスが来てジミーとシコアを追い払う。しかしマッキンタイアも来てロリンズを襲う。試合後のバックステージで、コーディとジミーが暴れていると、ロックが来てコーディを襲ってしまう。そして「俺がファイナルボスの理由を教えてやる」と言ってコーディをトラックに叩きつける。そして頭を殴るとコーディは出血。ロックは「ママローデス見てるか」と言ってコーディの地をウェイトベルトに塗りたくる。そしてロックは「ここまでする必要はなかったが、今はこうするしかないんだ」と言う。4月1日のロウでロックは「先週コーディ･ローデスに血まみれにするとささやいて、実際に血まみれにして血をウエストベルトに塗りつけた、残るはコーディのママの涙だけだ。クライベイビーズ達はあの像を見て驚いたろ。人生誰でも間違う事はある。だがその代償は大きい。今日は俺1人じゃないんだ」と言うと、レインズ率いるブラッドラインが現れる。レインズは「今年のレッスルマニア40はザ･ロックのおかげで楽に勝てそうだ。やっぱりファミリーは大事だ、ザ･ロックはそれを見せてくれた。あれはファイナルボスじゃないと出来ないことだ」と言う。そして、ロリンズが観客席に現れる。ロリンズは「お前ら一線を超えやがった、もう話し合いの余地は無い。今日は戦う為にここに来た。レッスルマニア直前のRAWのメインイベントで俺と対戦するのはザ･ロックかそれともレインズか」と言うと、ロックは「俺がお前の友達に何をしたか見てたか、脳にダメージを残したぞ、今夜俺もレインズも試合をしない」と言うと、シコアがマイクを取って「今夜俺がロリンズと対戦する」と宣言。そしてロックは試合はブラッドラインルールで行うと発表する。そして、メインイベントでは、セス vs. シコアの試合が行われた。ロリンズがカーブストンプを決めるがジミーが現れロリンズを襲う、するとジェイが来てジミーと殴り合うがロックも現れジェイを排除。ロックはリングに上がってロリンズを襲おうとすると、先週血まみれにされたコーディ･ローデスが現れロックに襲いかかる。コーディはアナウンステーブルの上でロックにクロスローズしようとするがレインズが来てロックを救出、そしてロリンズにスーパーマンパンチ、コーディにはスピアーを決めてしまう。ロックはウエイトベルトを取り出し、レインズと共にコーディとロリンズを叩いてしまう。4月5日のスマックダウンで、ジェイはソロと対戦。ジェイがウーソスプラッシュを決めるが、ジミーがジェイを襲って販促判定になる。試合後コーディとセスが救出に現れ、コーディはウエイトベルトでジミーを叩いてしまう。そしてコーディがクロスローズ、ロリンズもベルトで叩いて最後はジェイがウーソスプラッシュを決める。コーディはマイクを取って「俺とロリンズでファイナルボスことザ･ロックを叩いてブラッドラインも粉砕してやる。そして次の日はロマン･レインズを倒して俺の物語を終わらせる」と言う。レッスルマニアXL第一夜、レインズ & ロック vs. コーディ & セスの試合は、レインズとロックが勝利。何でもありの試合、ブラッドラインルールが第二夜の王座戦に適用されることとなる。そして、第二夜のレッスルマニアメインイベントでレインズ対コーディのブラッドラインルール戦が行われた。試合中、ジョン・シナが現れシコアに殴りかかってレインズにはAA、そしてソロを実況席に叩きつけるが、ロックが登場。ザ･ロックはシナと睨み合ってからシナにロックボトムを決めるが、シールド仕様のロリンズがパイプ椅子を持って現れる。しかしレインズがスーパーマンパンチ、すると会場が暗くなり、ロックの背後にアンダーテイカーが登場。ロックにチョークスラムを決める。レインズはパイプ椅子でロリンズを叩いてコーディにスピアーを狙うが、コーディがクロスローズで切り返す、さらにクロスローズをもう1発決めてコーディが新王者になる。試合後、ベビーフェイス達がコーディの王座奪取を祝いに来る。そして、トリプルＨを会場に呼び込み、感謝を伝える。レインズは、1316日の王座防御記録に幕を閉じた。

### レインズとロックが欠場、ジミーのチーム追放
4月8日のレッスルマニア直後会のロウでは、トリプルHの招待で新WWEユニバーサル王者コーディが登場。トリプルHは「コーディの為に特別な映像を用意した」と言ってコーディがWWEに復帰してからのダイジェスト映像を見せる。そして、ロックが現れる。ロックは「今日は闘う為に来た訳じゃない、コーディはロマン･レインズを倒してストーリーを終わらせた。お母さんもさぞ喜ばれたことでしょう。天国のお父さんもな。ダスティは俺のヒーローだったんだ。俺のベルトはモハメド・アリの奥さんから貰った正式なものだ、コーディのベルトも立派だ、まだ俺が獲得したことの無いものだ、ちょっと見せてくれるか」と言って2人はベルトを交換。そして戻すと、ロックは「俺はしばらく離れるがまた戻ってくる。コーディの為に戻る。コーディはレインズを倒したが、俺たちのストーリーは始まったばかりだ」と言う。そしてロックはコーディに渡したいものがあると言って何かを渡す。コーディに「今はその手を開くな」と言う。何を渡したのかは分からず。

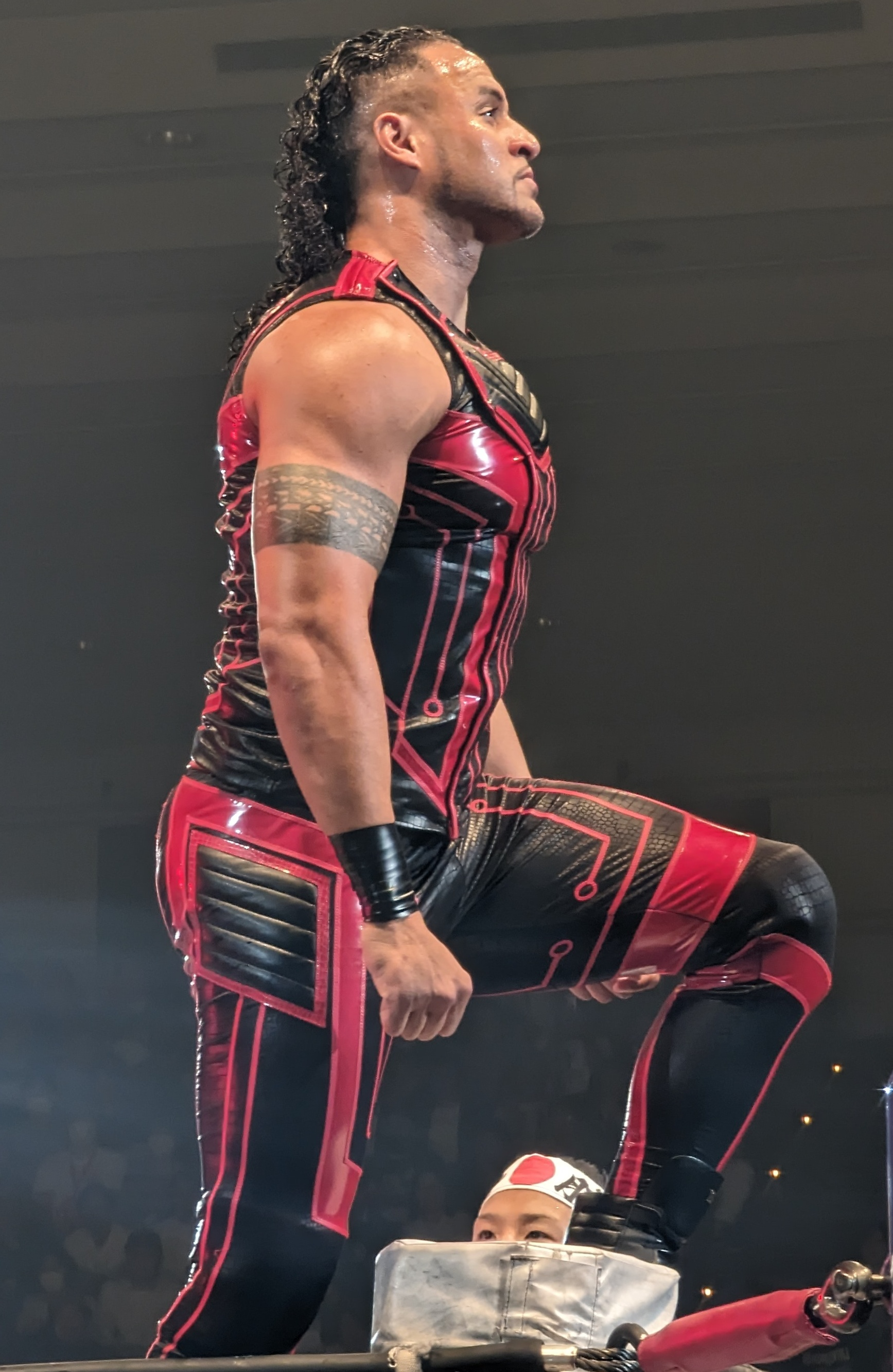
新メンバーのタマ・トンガ

4月12日のスマックダウンで、ヘイマンは「レインズの言い付けで我々はレッスルマニアでの負けの言い訳はしない。ジョン･シナやアンダーテイカー、ジェイ･ウーソを責めたりしない。レインズはパイプ椅子攻撃する事が出来たが、セス･ロリンズがコーディのシールドとして現れて状況が変わった。10年前の仕返しをせねばならなかった。それがコーディに隙を与えてしまった」と話しているとシコアが止める。シコアは「結果は変化をもたらす」と言ってジミーに近寄りハグをする。すると謎のフード男が現れジミーを攻撃。正体はタマ・トンガ。そしてシコアもジミーにサミアンスパイク、ヘイマンはレインズに電話しようとするがシコアがスマホを取り上げ踏みつける。4月19日のスマックダウンでシコアはヘイマンからマイクを奪い取る。シコアが話そうとすると大きなブーイングが起こる。シコアは「新しいメンバーを加える為に兄弟にはああするしかなかった。そう、俺のMFTタマ･トンガだ」と言うと、何者かに襲われたケビン･オーエンズが現れる。オーエンズに続いてタマ･トンガが現れ、オーエンズを襲う。オーエンズは頭から出血している。4月26日、スマックダウンの会場にシコアが到着するとヘイマンがお出迎え。シコアは「ブラッドラインはどっちに指名された」と聞くが、ヘイマンは「まだ指名されていない。そしてレインズは辞退する」と伝える。すると車からタマ･トンガが現れると、背後からケビン･オーエンズが現れシコア&タマにに殴りかかる。別の試合のセグメント中、そこにまだ殴り合っているオーエンズとタマが登場。2人は殴り合いながらリングに上がると、ソロも乱闘に応戦。すると、ランディ･オートンも現れオーエンズに加勢してシコアとタマを追い払う。WWEドラフトでは第3ラウンドの3巡目にブラッドラインは指名された。5月3日のスマックダウンで、ランディ･オートンとケビン･オーエンズが登場。オートンは「明日のPPVでオーエンズと一緒にブラッドラインの奴らをブッ飛ばすぞ」と言うと、オーエンズは「問題があってポール･ヘイマンがRKOショーに出たいと言って来た」と言うとヘイマンが現れる。ヘイマンは「シコア&タマはレインズとは違う、危険すぎる。2人との試合を辞退して欲しい」と懇願。オートンは「本当のトライバルチーフは誰だ」と聞くと、ヘイマンは「それは1人しかいない」と言う。すると、シコア&タマが背後からオートン&オーエンズを襲ってしまう。

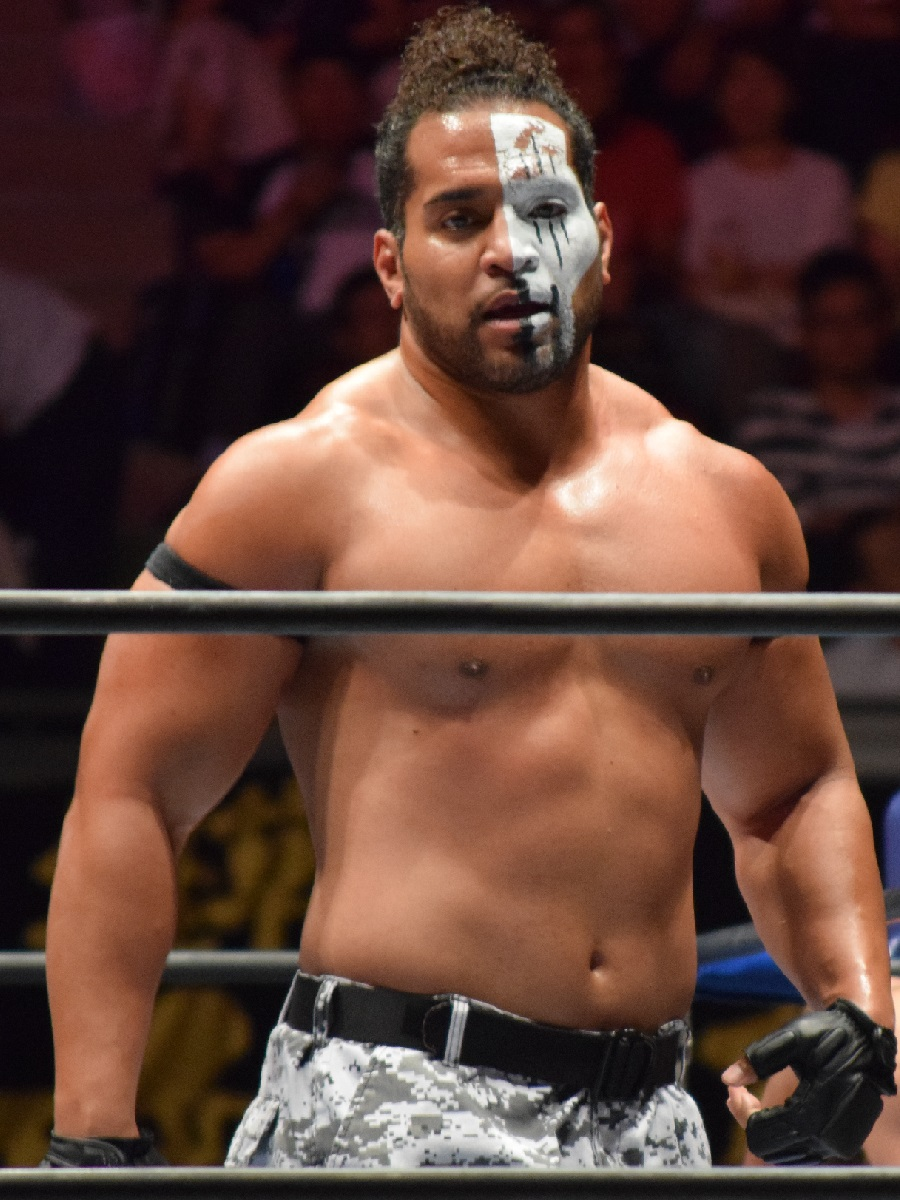
新メンバーのタンガ・ロア

5月4日のバックラッシュ・フランスでは、オートン&オーエンズ vs. シコア&タマの試合がストリートファイト戦になる。オーエンズはパイプ椅子でタマを滅多撃ち、さらにパイプ椅子の上に叩きつけられる。そして、レフェリーが3カウントをする前に、黒い謎の男が救出する。正体は、タマの従弟であるタンガ・ロア。タンガの援護もあり、試合はブラッドラインが勝利した。

### ジェイコブ・ファトゥの加入、ヘイマンのチーム追放、シコアがリーダーに

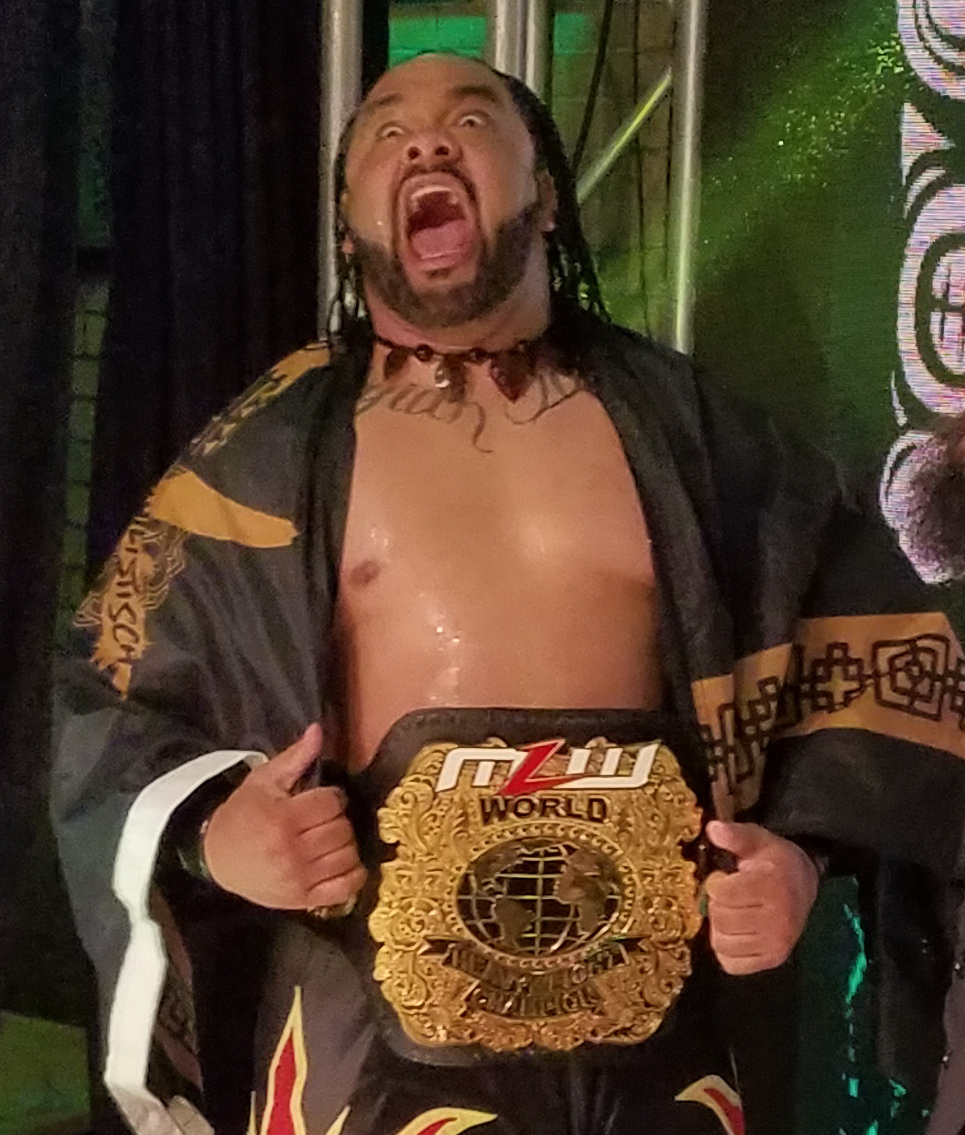
新メンバーのジェイコブ・ファトゥ

6月21日のスマックダウンにて、コーディ・ローデスとのシングル戦に臨むソロ・シコア、その試合に、仲間のタマ・トンガとタンガ・ロアが介入し、試合は無効となった、試合後ランディ・オートン、ケビン・オーエンズが駆けつけ、タマとタンガを排除し、コーディ、オートン、オーエンズにシコアが追い詰められた所にジェイコブ・ファトゥが登場、ファトゥは1人でコーディ、オートン、オーエンズを倒し、シコアとハグを交わした。
そして6月28日のスマックダウンにて、ブラッドライン承認セレモニーが開催、シコアは自身を一族の長としての承認を求める、タマ、タンガ、ファトゥ、は承認し残るはヘイマンだけとなりシコアは承認を求めたが、ヘイマンは「わたしは承認します、あなたが一族の長ではないことを」と涙ながらに返答、シコアは激怒し、ヘイマンを仲間たちと攻撃、ヘイマンは担架で緊急搬送された、これにより、ブラッドラインのリーダーは、シコアとなりチームを完全に乗っ取った形となった。

## メンバー

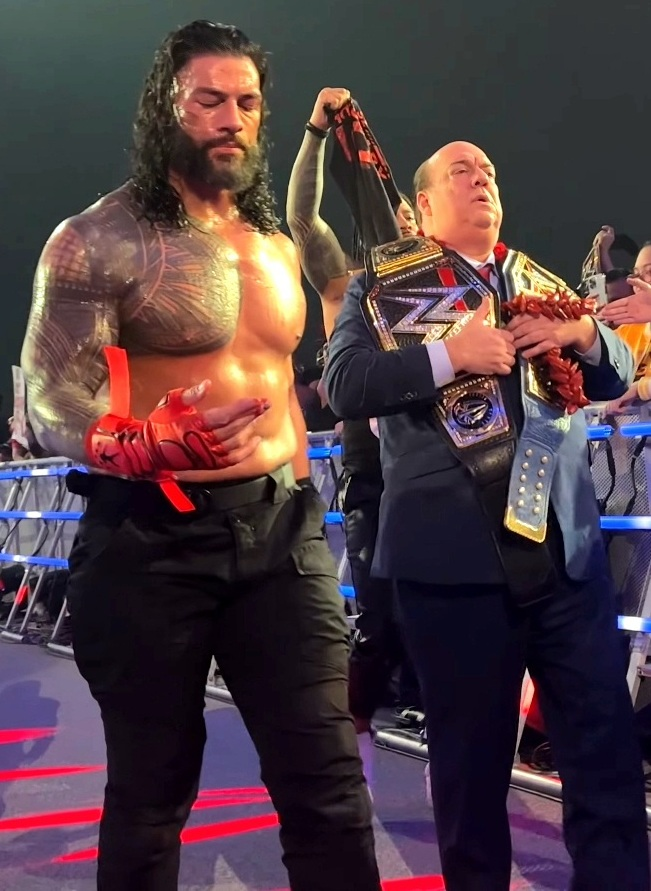
ロマン・レインズ（左） と ポール・ヘイマン（右）
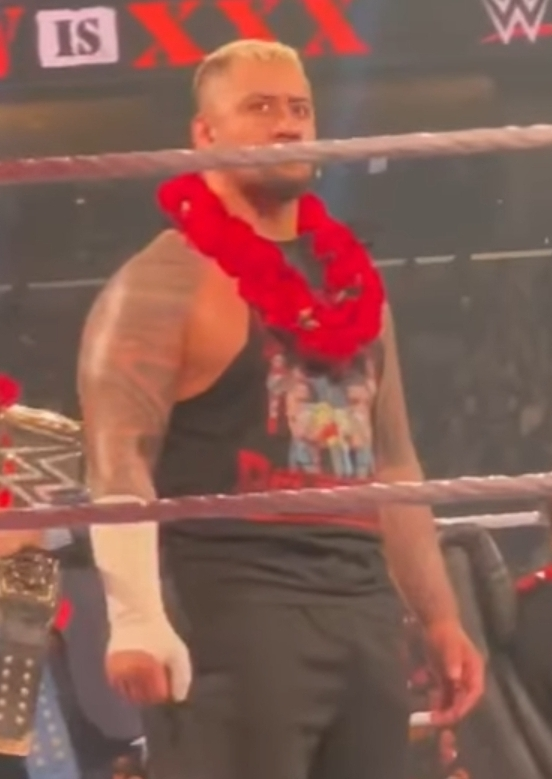
ソロ・シコア
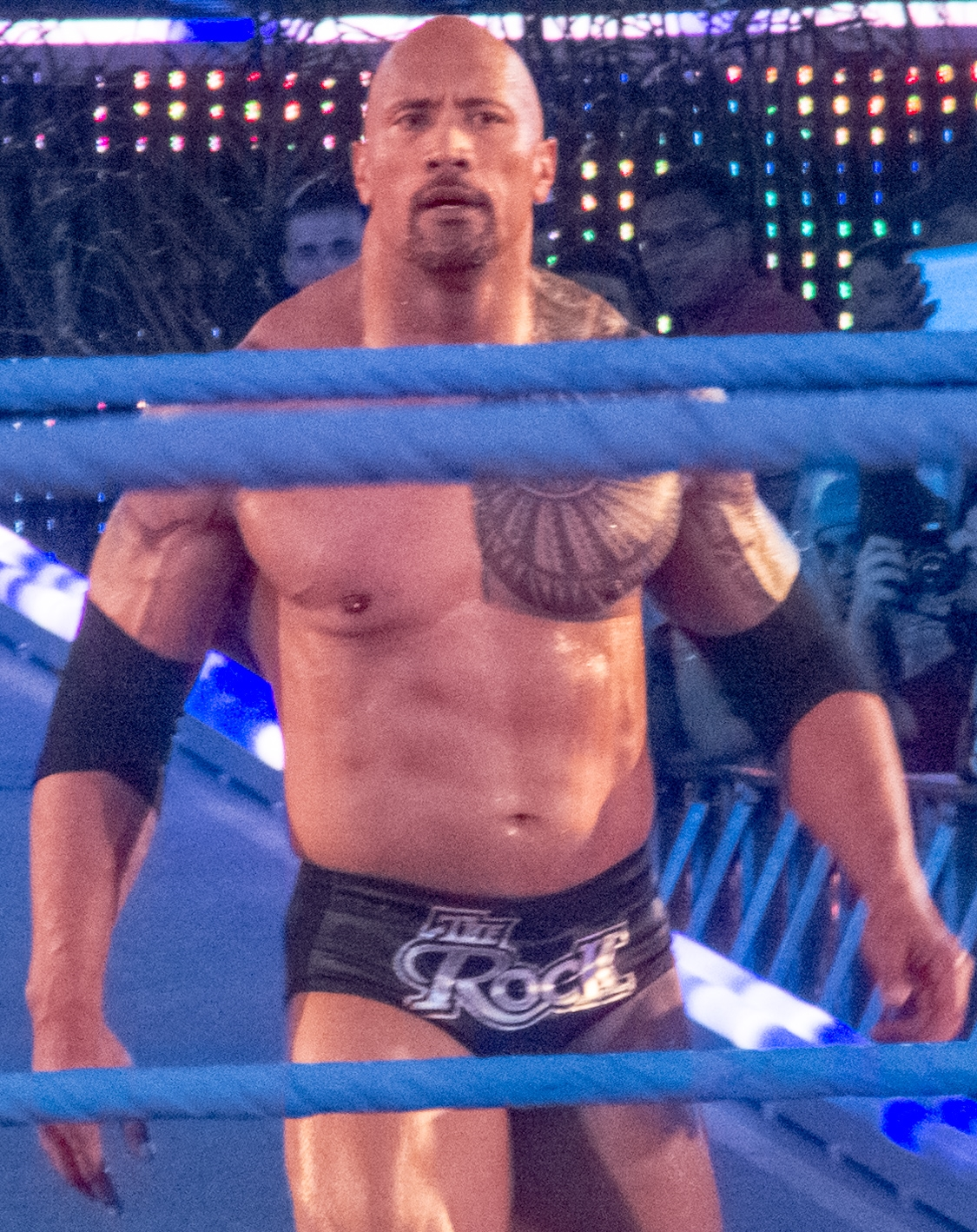
ザ・ロック
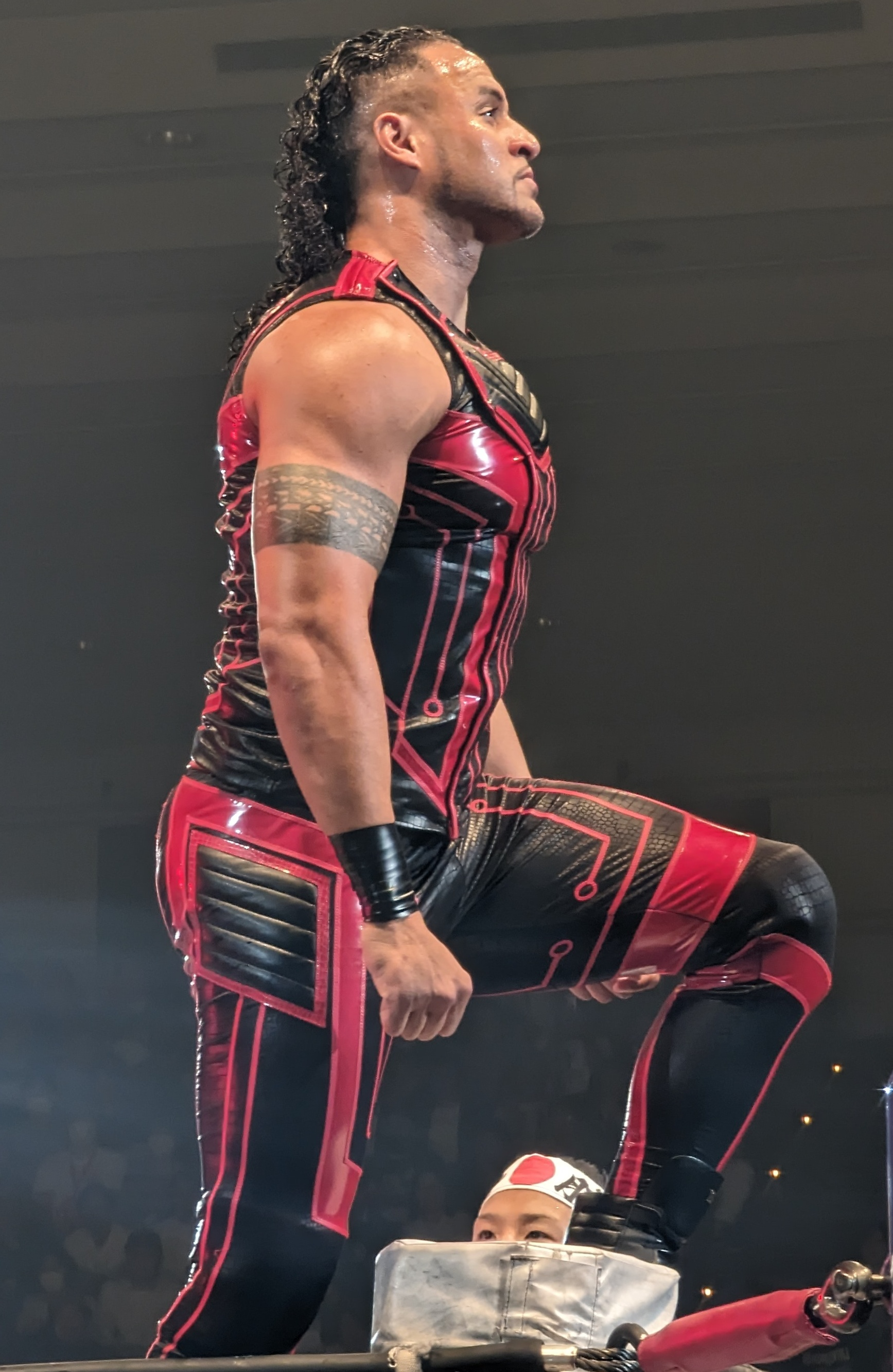
タマ・トンガ
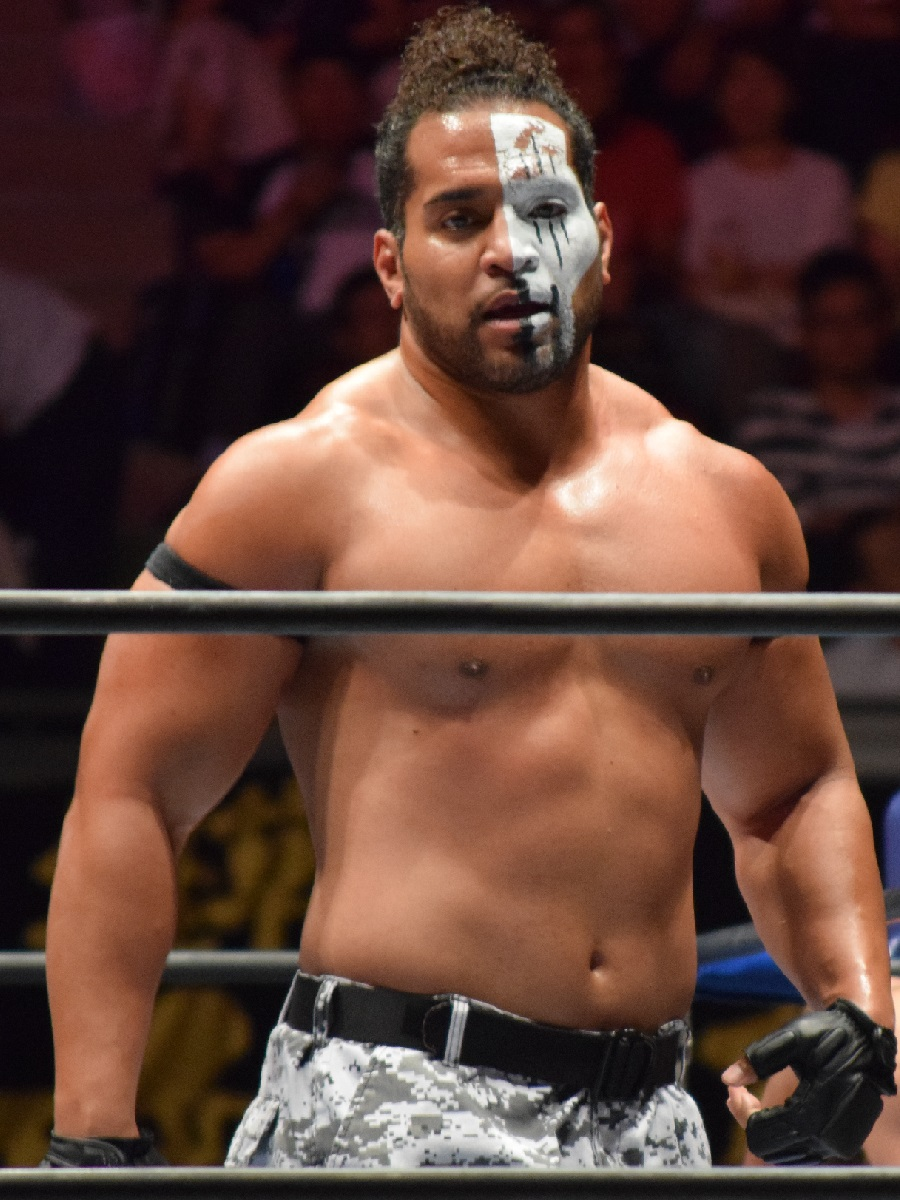
タンガ・ロア

| L | リーダー     |
| M | マネージャー |
| * | 結成メンバー |

| メンバー             | 加入日        |
| -------------------- | ------------- |
| ソロ・シコア （L）   | 2022年9月3日  |
| タマ・トンガ         | 2024年4月12日 |
| タンガ・ロア         | 2024年5月4日  |
| ジェイコブ・ファトゥ | 2024年6月21日 |

### 元メンバー

サミ・ゼイン
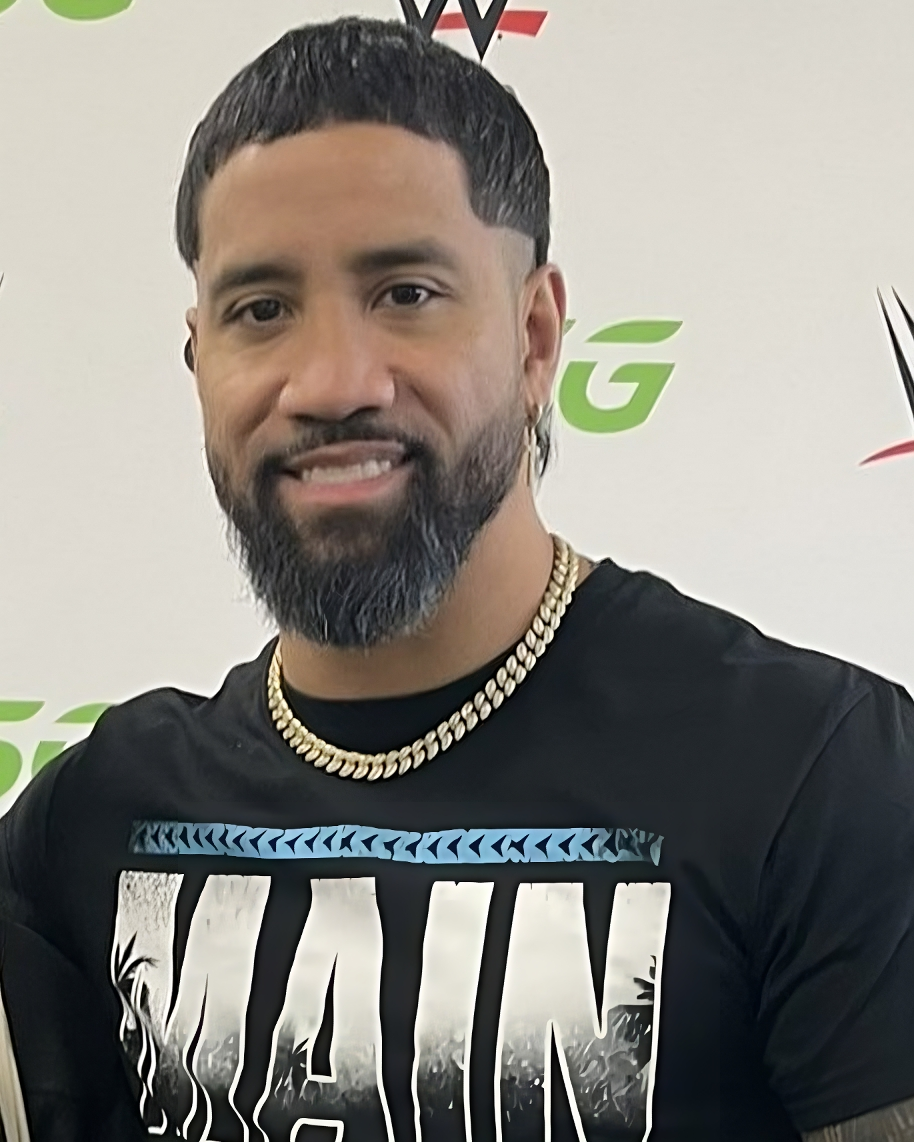
ジェイ・ウーソ
ジミー・ウーソ

| メンバー               | 加入日        | 脱退日        |
| ---------------------- | ------------- | ------------- |
| サミ・ゼイン（名誉）   | 2022年5月27日 | 2023年1月28日 |
| ジェイ・ウーソ         | 2021年7月9日* | 2023年6月16日 |
| ジミー・ウーソ         | 2021年7月9日* | 2024年4月12日 |
| ザ・ロック             | 2024年2月16日 | 2024年4月8日  |
| ポール・ヘイマン （M） | 2021年7月9日* | 2024年6月28日 |
| ロマン・レインズ （L） | 2021年7月9日* | 2024年7月5日  |

## 獲得タイトル
WWE
- WWEユニバーサル王座（ロマン・レインズ）1回
- WWE王座（ロマン・レインズ）1回
- WWE・ロウ・タッグチーム王座（ウーソズ）1回
- WWE・スマックダウン・タッグチーム王座（ウーソズ）1回
- NXT北米王座（ソロ・シコア）1回
- アンドレ・ザ・ジャイアント・メモリアル・バトル・ロイヤル（ジェイ・ウーソ）1回